# Lista de asteroides (115001-116000)
Esta é uma lista parcial de asteroides, do asteroide número 115001 até o 116000, inclusive. Veja também o índice com todas as listas disponíveis.

| Objeto Próximos à Terra | Cinturão de asteroides (interno) | Cinturão de asteroides (externo) | Centauro       |
| Cruzador de Marte       | Cinturão de asteroides (meio)    | Troianos de Júpiter              | Transnetuniano |

Veja mais dados de cada asteroide na ligação externa para o Minor Planet Center na última coluna.
Índice: 115001... 115101... 115201... 115301... 115401... 115501... 115601... 115701... 115801... 115901... 

## 115001–115100
| Designação        | Designação | Descoberta  | Descoberta       | Descobridor(es)         | Categoria | Mais informações / Referência |
| Permanente        | Provisória | Data        | Local            | Descobridor(es)         | Categoria | Mais informações / Referência |
| ----------------- | ---------- | ----------- | ---------------- | ----------------------- | --------- | ----------------------------- |
| 115001            | 2003 QF75  | 24 ago 2003 | Socorro          | LINEAR                  | —         | MPC                           |
| 115002            | 2003 QG75  | 24 ago 2003 | Socorro          | LINEAR                  | —         | MPC                           |
| 115003            | 2003 QL75  | 24 ago 2003 | Socorro          | LINEAR                  | Brangane  | MPC                           |
| 115004            | 2003 QU76  | 24 ago 2003 | Socorro          | LINEAR                  | —         | MPC                           |
| 115005            | 2003 QW77  | 24 ago 2003 | Socorro          | LINEAR                  | —         | MPC                           |
| 115006            | 2003 QX77  | 24 ago 2003 | Socorro          | LINEAR                  | —         | MPC                           |
| 115007            | 2003 QZ77  | 24 ago 2003 | Socorro          | LINEAR                  | —         | MPC                           |
| 115008            | 2003 QC78  | 24 ago 2003 | Socorro          | LINEAR                  | —         | MPC                           |
| 115009            | 2003 QF78  | 24 ago 2003 | Socorro          | LINEAR                  | —         | MPC                           |
| 115010            | 2003 QS78  | 24 ago 2003 | Socorro          | LINEAR                  | —         | MPC                           |
| 115011            | 2003 QY78  | 24 ago 2003 | Socorro          | LINEAR                  | —         | MPC                           |
| 115012            | 2003 QF79  | 24 ago 2003 | Socorro          | LINEAR                  | —         | MPC                           |
| 115013            | 2003 QG79  | 24 ago 2003 | Socorro          | LINEAR                  | Phocaea   | MPC                           |
| 115014            | 2003 QL79  | 25 ago 2003 | Socorro          | LINEAR                  | —         | MPC                           |
| 115015            | 2003 QX84  | 24 ago 2003 | Cerro Tololo     | M. W. Buie              | —         | MPC                           |
| 115016            | 2003 QQ87  | 25 ago 2003 | Socorro          | LINEAR                  | —         | MPC                           |
| 115017            | 2003 QU88  | 25 ago 2003 | Socorro          | LINEAR                  | —         | MPC                           |
| 115018            | 2003 QJ89  | 26 ago 2003 | Socorro          | LINEAR                  | —         | MPC                           |
| 115019            | 2003 QS89  | 28 ago 2003 | Socorro          | LINEAR                  | —         | MPC                           |
| 115020            | 2003 QQ90  | 28 ago 2003 | Socorro          | LINEAR                  | —         | MPC                           |
| 115021            | 2003 QD92  | 28 ago 2003 | Haleakalā        | NEAT                    | —         | MPC                           |
| 115022            | 2003 QK93  | 28 ago 2003 | Haleakala        | NEAT                    | —         | MPC                           |
| 115023            | 2003 QX94  | 29 ago 2003 | Haleakala        | NEAT                    | —         | MPC                           |
| 115024            | 2003 QP98  | 30 ago 2003 | Kitt Peak        | Spacewatch              | —         | MPC                           |
| 115025            | 2003 QC100 | 28 ago 2003 | Palomar          | NEAT                    | —         | MPC                           |
| 115026            | 2003 QG101 | 28 ago 2003 | Haleakalā        | NEAT                    | —         | MPC                           |
| 115027            | 2003 QV101 | 29 ago 2003 | Haleakala        | NEAT                    | —         | MPC                           |
| 115028            | 2003 QY102 | 31 ago 2003 | Kitt Peak        | Spacewatch              | —         | MPC                           |
| 115029            | 2003 QZ102 | 31 ago 2003 | Socorro          | LINEAR                  | —         | MPC                           |
| 115030            | 2003 QS103 | 31 ago 2003 | Haleakalā        | NEAT                    | —         | MPC                           |
| 115031            | 2003 QN104 | 28 ago 2003 | Socorro          | LINEAR                  | Juno      | MPC                           |
| 115032            | 2003 QX104 | 29 ago 2003 | Haleakalā        | NEAT                    | —         | MPC                           |
| 115033            | 2003 QC105 | 31 ago 2003 | Haleakala        | NEAT                    | —         | MPC                           |
| 115034            | 2003 QH105 | 31 ago 2003 | Haleakala        | NEAT                    | —         | MPC                           |
| 115035            | 2003 QU106 | 30 ago 2003 | Haleakala        | NEAT                    | —         | MPC                           |
| 115036            | 2003 QZ106 | 30 ago 2003 | Kitt Peak        | Spacewatch              | —         | MPC                           |
| 115037            | 2003 QJ108 | 31 ago 2003 | Socorro          | LINEAR                  | —         | MPC                           |
| 115038            | 2003 QK108 | 31 ago 2003 | Socorro          | LINEAR                  | —         | MPC                           |
| 115039            | 2003 QB109 | 31 ago 2003 | Socorro          | LINEAR                  | —         | MPC                           |
| 115040            | 2003 QY110 | 31 ago 2003 | Socorro          | LINEAR                  | —         | MPC                           |
| 115041            | 2003 QA111 | 31 ago 2003 | Socorro          | LINEAR                  | —         | MPC                           |
| 115042            | 2003 QT112 | 20 ago 2003 | Socorro          | LINEAR                  | —         | MPC                           |
| 115043            | 2003 RH    | 1 set 2003  | Socorro          | LINEAR                  | Brangane  | MPC                           |
| 115044            | 2003 RQ    | 2 set 2003  | Socorro          | LINEAR                  | —         | MPC                           |
| 115045            | 2003 RB1   | 1 set 2003  | Socorro          | LINEAR                  | Phocaea   | MPC                           |
| 115046            | 2003 RV3   | 1 set 2003  | Socorro          | LINEAR                  | —         | MPC                           |
| 115047            | 2003 RH4   | 2 set 2003  | Socorro          | LINEAR                  | —         | MPC                           |
| 115048            | 2003 RU4   | 3 set 2003  | Haleakalā        | NEAT                    | —         | MPC                           |
| 115049            | 2003 RY4   | 3 set 2003  | Haleakala        | NEAT                    | —         | MPC                           |
| 115050            | 2003 RS5   | 3 set 2003  | Haleakala        | NEAT                    | —         | MPC                           |
| 115051 Safaeinili | 2003 RC6   | 4 set 2003  | Campo Imperatore | CINEOS                  | —         | MPC                           |
| 115052            | 2003 RD6   | 5 set 2003  | Socorro          | LINEAR                  | —         | MPC                           |
| 115053            | 2003 RP6   | 1 set 2003  | Socorro          | LINEAR                  | —         | MPC                           |
| 115054            | 2003 RR6   | 1 set 2003  | Socorro          | LINEAR                  | —         | MPC                           |
| 115055            | 2003 RU6   | 3 set 2003  | Črni Vrh         | Črni Vrh                | —         | MPC                           |
| 115056            | 2003 RZ6   | 4 set 2003  | Socorro          | LINEAR                  | —         | MPC                           |
| 115057            | 2003 RC7   | 4 set 2003  | Socorro          | LINEAR                  | —         | MPC                           |
| 115058 Tassantal  | 2003 RH8   | 4 set 2003  | Piszkéstető      | K. Sárneczky, B. Sipőcz | —         | MPC                           |
| 115059 Nagykároly | 2003 RJ8   | 5 set 2003  | Piszkéstető      | K. Sárneczky, B. Sipőcz | —         | MPC                           |
| 115060            | 2003 RD12  | 13 set 2003 | Haleakalā        | NEAT                    | —         | MPC                           |
| 115061            | 2003 RG13  | 14 set 2003 | Haleakala        | NEAT                    | —         | MPC                           |
| 115062            | 2003 RT14  | 13 set 2003 | Haleakala        | NEAT                    | —         | MPC                           |
| 115063            | 2003 RU14  | 14 set 2003 | Haleakala        | NEAT                    | —         | MPC                           |
| 115064            | 2003 RZ14  | 14 set 2003 | Haleakala        | NEAT                    | —         | MPC                           |
| 115065            | 2003 RN18  | 15 set 2003 | Anderson Mesa    | LONEOS                  | —         | MPC                           |
| 115066            | 2003 RH19  | 15 set 2003 | Anderson Mesa    | LONEOS                  | —         | MPC                           |
| 115067            | 2003 RQ19  | 15 set 2003 | Anderson Mesa    | LONEOS                  | —         | MPC                           |
| 115068            | 2003 RY20  | 15 set 2003 | Anderson Mesa    | LONEOS                  | —         | MPC                           |
| 115069            | 2003 RE21  | 15 set 2003 | Anderson Mesa    | LONEOS                  | Juno      | MPC                           |
| 115070            | 2003 RT21  | 13 set 2003 | Haleakalā        | NEAT                    | —         | MPC                           |
| 115071            | 2003 RG22  | 15 set 2003 | Haleakala        | NEAT                    | —         | MPC                           |
| 115072            | 2003 RO22  | 15 set 2003 | Haleakala        | NEAT                    | —         | MPC                           |
| 115073            | 2003 RO23  | 14 set 2003 | Palomar          | NEAT                    | —         | MPC                           |
| 115074            | 2003 RW23  | 14 set 2003 | Palomar          | NEAT                    | —         | MPC                           |
| 115075            | 2003 RA24  | 14 set 2003 | Haleakalā        | NEAT                    | —         | MPC                           |
| 115076            | 2003 RD24  | 15 set 2003 | Anderson Mesa    | LONEOS                  | —         | MPC                           |
| 115077            | 2003 RL25  | 15 set 2003 | Palomar          | NEAT                    | —         | MPC                           |
| 115078            | 2003 RJ26  | 3 set 2003  | Haleakalā        | NEAT                    | —         | MPC                           |
| 115079            | 2003 SA3   | 16 set 2003 | Palomar          | NEAT                    | —         | MPC                           |
| 115080            | 2003 SH3   | 16 set 2003 | Palomar          | NEAT                    | —         | MPC                           |
| 115081            | 2003 SQ3   | 16 set 2003 | Kitt Peak        | Spacewatch              | Mitidika  | MPC                           |
| 115082            | 2003 SP6   | 17 set 2003 | Desert Eagle     | W. K. Y. Yeung          | —         | MPC                           |
| 115083            | 2003 SZ7   | 16 set 2003 | Palomar          | NEAT                    | —         | MPC                           |
| 115084            | 2003 SM9   | 17 set 2003 | Kitt Peak        | Spacewatch              | —         | MPC                           |
| 115085            | 2003 SK11  | 16 set 2003 | Kitt Peak        | Spacewatch              | —         | MPC                           |
| 115086            | 2003 SP11  | 16 set 2003 | Kitt Peak        | Spacewatch              | —         | MPC                           |
| 115087            | 2003 SP13  | 16 set 2003 | Kitt Peak        | Spacewatch              | —         | MPC                           |
| 115088            | 2003 SU13  | 16 set 2003 | Kitt Peak        | Spacewatch              | Pallas    | MPC                           |
| 115089            | 2003 SF14  | 17 set 2003 | Kitt Peak        | Spacewatch              | —         | MPC                           |
| 115090            | 2003 SM14  | 17 set 2003 | Kitt Peak        | Spacewatch              | Mitidika  | MPC                           |
| 115091            | 2003 SB15  | 17 set 2003 | Kitt Peak        | Spacewatch              | Phocaea   | MPC                           |
| 115092            | 2003 SH15  | 16 set 2003 | Kitt Peak        | Spacewatch              | —         | MPC                           |
| 115093            | 2003 SQ16  | 17 set 2003 | Goodricke-Pigott | R. A. Tucker            | —         | MPC                           |
| 115094            | 2003 SZ16  | 17 set 2003 | Kitt Peak        | Spacewatch              | —         | MPC                           |
| 115095            | 2003 SB17  | 17 set 2003 | Kitt Peak        | Spacewatch              | —         | MPC                           |
| 115096            | 2003 SW17  | 17 set 2003 | Kitt Peak        | Spacewatch              | —         | MPC                           |
| 115097            | 2003 SK18  | 16 set 2003 | Socorro          | LINEAR                  | —         | MPC                           |
| 115098            | 2003 SN18  | 16 set 2003 | Kitt Peak        | Spacewatch              | —         | MPC                           |
| 115099            | 2003 SA22  | 16 set 2003 | Kitt Peak        | Spacewatch              | —         | MPC                           |
| 115100            | 2003 SY22  | 16 set 2003 | Palomar          | NEAT                    | Maria     | MPC                           |

## 115101–115200
| Designação | Designação | Descoberta  | Descoberta       | Descobridor(es) | Categoria | Mais informações / Referência |
| Permanente | Provisória | Data        | Local            | Descobridor(es) | Categoria | Mais informações / Referência |
| ---------- | ---------- | ----------- | ---------------- | --------------- | --------- | ----------------------------- |
| 115101     | 2003 SD23  | 16 set 2003 | Palomar          | NEAT            | —         | MPC                           |
| 115102     | 2003 SP24  | 17 set 2003 | Socorro          | LINEAR          | —         | MPC                           |
| 115103     | 2003 SK25  | 17 set 2003 | Kitt Peak        | Spacewatch      | —         | MPC                           |
| 115104     | 2003 SW25  | 17 set 2003 | Haleakalā        | NEAT            | —         | MPC                           |
| 115105     | 2003 SQ26  | 17 set 2003 | Haleakala        | NEAT            | —         | MPC                           |
| 115106     | 2003 SF27  | 18 set 2003 | Socorro          | LINEAR          | —         | MPC                           |
| 115107     | 2003 ST30  | 18 set 2003 | Kitt Peak        | Spacewatch      | —         | MPC                           |
| 115108     | 2003 SA31  | 18 set 2003 | Palomar          | NEAT            | —         | MPC                           |
| 115109     | 2003 SK32  | 17 set 2003 | Palomar          | NEAT            | —         | MPC                           |
| 115110     | 2003 SR33  | 18 set 2003 | Socorro          | LINEAR          | —         | MPC                           |
| 115111     | 2003 ST35  | 16 set 2003 | Kitt Peak        | Spacewatch      | —         | MPC                           |
| 115112     | 2003 SQ37  | 16 set 2003 | Palomar          | NEAT            | —         | MPC                           |
| 115113     | 2003 SN38  | 16 set 2003 | Palomar          | NEAT            | —         | MPC                           |
| 115114     | 2003 SB39  | 16 set 2003 | Palomar          | NEAT            | —         | MPC                           |
| 115115     | 2003 SX39  | 16 set 2003 | Palomar          | NEAT            | —         | MPC                           |
| 115116     | 2003 SE40  | 16 set 2003 | Palomar          | NEAT            | —         | MPC                           |
| 115117     | 2003 SQ41  | 18 set 2003 | Palomar          | NEAT            | —         | MPC                           |
| 115118     | 2003 SB44  | 16 set 2003 | Anderson Mesa    | LONEOS          | —         | MPC                           |
| 115119     | 2003 SP44  | 16 set 2003 | Anderson Mesa    | LONEOS          | —         | MPC                           |
| 115120     | 2003 SV44  | 16 set 2003 | Anderson Mesa    | LONEOS          | —         | MPC                           |
| 115121     | 2003 SP46  | 16 set 2003 | Anderson Mesa    | LONEOS          | —         | MPC                           |
| 115122     | 2003 SQ46  | 16 set 2003 | Anderson Mesa    | LONEOS          | —         | MPC                           |
| 115123     | 2003 SR47  | 18 set 2003 | Palomar          | NEAT            | —         | MPC                           |
| 115124     | 2003 ST47  | 18 set 2003 | Palomar          | NEAT            | —         | MPC                           |
| 115125     | 2003 SA48  | 18 set 2003 | Palomar          | NEAT            | —         | MPC                           |
| 115126     | 2003 SC49  | 18 set 2003 | Palomar          | NEAT            | Phocaea   | MPC                           |
| 115127     | 2003 SJ49  | 18 set 2003 | Palomar          | NEAT            | —         | MPC                           |
| 115128     | 2003 SC51  | 18 set 2003 | Palomar          | NEAT            | —         | MPC                           |
| 115129     | 2003 SL52  | 18 set 2003 | Palomar          | NEAT            | —         | MPC                           |
| 115130     | 2003 SV52  | 19 set 2003 | Palomar          | NEAT            | Eos       | MPC                           |
| 115131     | 2003 SB53  | 19 set 2003 | Palomar          | NEAT            | —         | MPC                           |
| 115132     | 2003 SM53  | 16 set 2003 | Kitt Peak        | Spacewatch      | —         | MPC                           |
| 115133     | 2003 SN53  | 16 set 2003 | Socorro          | LINEAR          | —         | MPC                           |
| 115134     | 2003 SW55  | 16 set 2003 | Anderson Mesa    | LONEOS          | —         | MPC                           |
| 115135     | 2003 SK57  | 16 set 2003 | Kitt Peak        | Spacewatch      | Eos       | MPC                           |
| 115136     | 2003 SN57  | 16 set 2003 | Kitt Peak        | Spacewatch      | —         | MPC                           |
| 115137     | 2003 SX57  | 16 set 2003 | Kitt Peak        | Spacewatch      | —         | MPC                           |
| 115138     | 2003 SE58  | 17 set 2003 | Anderson Mesa    | LONEOS          | —         | MPC                           |
| 115139     | 2003 SB59  | 17 set 2003 | Anderson Mesa    | LONEOS          | —         | MPC                           |
| 115140     | 2003 SE59  | 17 set 2003 | Anderson Mesa    | LONEOS          | —         | MPC                           |
| 115141     | 2003 SZ61  | 17 set 2003 | Socorro          | LINEAR          | Ursula    | MPC                           |
| 115142     | 2003 SM64  | 18 set 2003 | Campo Imperatore | CINEOS          | —         | MPC                           |
| 115143     | 2003 SO64  | 18 set 2003 | Campo Imperatore | CINEOS          | —         | MPC                           |
| 115144     | 2003 SQ64  | 18 set 2003 | Campo Imperatore | CINEOS          | Mitidika  | MPC                           |
| 115145     | 2003 SD65  | 18 set 2003 | Campo Imperatore | CINEOS          | —         | MPC                           |
| 115146     | 2003 SK66  | 18 set 2003 | Campo Imperatore | CINEOS          | —         | MPC                           |
| 115147     | 2003 SU66  | 19 set 2003 | Campo Imperatore | CINEOS          | Brangane  | MPC                           |
| 115148     | 2003 SZ66  | 19 set 2003 | Campo Imperatore | CINEOS          | —         | MPC                           |
| 115149     | 2003 SA67  | 19 set 2003 | Socorro          | LINEAR          | —         | MPC                           |
| 115150     | 2003 SH67  | 19 set 2003 | Socorro          | LINEAR          | —         | MPC                           |
| 115151     | 2003 SP67  | 19 set 2003 | Socorro          | LINEAR          | —         | MPC                           |
| 115152     | 2003 SA68  | 17 set 2003 | Desert Eagle     | W. K. Y. Yeung  | —         | MPC                           |
| 115153     | 2003 SB69  | 17 set 2003 | Kitt Peak        | Spacewatch      | —         | MPC                           |
| 115154     | 2003 SN70  | 17 set 2003 | Kitt Peak        | Spacewatch      | —         | MPC                           |
| 115155     | 2003 SJ71  | 18 set 2003 | Kitt Peak        | Spacewatch      | —         | MPC                           |
| 115156     | 2003 SR71  | 18 set 2003 | Kitt Peak        | Spacewatch      | —         | MPC                           |
| 115157     | 2003 SG73  | 18 set 2003 | Kitt Peak        | Spacewatch      | —         | MPC                           |
| 115158     | 2003 SA74  | 18 set 2003 | Kitt Peak        | Spacewatch      | —         | MPC                           |
| 115159     | 2003 SP75  | 18 set 2003 | Kitt Peak        | Spacewatch      | —         | MPC                           |
| 115160     | 2003 SF76  | 18 set 2003 | Kitt Peak        | Spacewatch      | —         | MPC                           |
| 115161     | 2003 SH76  | 18 set 2003 | Kitt Peak        | Spacewatch      | —         | MPC                           |
| 115162     | 2003 SL76  | 18 set 2003 | Kitt Peak        | Spacewatch      | —         | MPC                           |
| 115163     | 2003 SN76  | 18 set 2003 | Kitt Peak        | Spacewatch      | —         | MPC                           |
| 115164     | 2003 SJ80  | 19 set 2003 | Kitt Peak        | Spacewatch      | —         | MPC                           |
| 115165     | 2003 SL80  | 19 set 2003 | Kitt Peak        | Spacewatch      | —         | MPC                           |
| 115166     | 2003 SM80  | 19 set 2003 | Kitt Peak        | Spacewatch      | —         | MPC                           |
| 115167     | 2003 SR80  | 19 set 2003 | Kitt Peak        | Spacewatch      | —         | MPC                           |
| 115168     | 2003 SV80  | 19 set 2003 | Haleakalā        | NEAT            | —         | MPC                           |
| 115169     | 2003 SW80  | 19 set 2003 | Kitt Peak        | Spacewatch      | —         | MPC                           |
| 115170     | 2003 SF81  | 19 set 2003 | Kitt Peak        | Spacewatch      | —         | MPC                           |
| 115171     | 2003 SS81  | 19 set 2003 | Haleakalā        | NEAT            | —         | MPC                           |
| 115172     | 2003 SN82  | 18 set 2003 | Socorro          | LINEAR          | —         | MPC                           |
| 115173     | 2003 SW83  | 18 set 2003 | Palomar          | NEAT            | —         | MPC                           |
| 115174     | 2003 SA87  | 17 set 2003 | Socorro          | LINEAR          | —         | MPC                           |
| 115175     | 2003 SG87  | 17 set 2003 | Socorro          | LINEAR          | —         | MPC                           |
| 115176     | 2003 SN87  | 17 set 2003 | Socorro          | LINEAR          | —         | MPC                           |
| 115177     | 2003 ST87  | 17 set 2003 | Haleakalā        | NEAT            | Brangane  | MPC                           |
| 115178     | 2003 SO88  | 18 set 2003 | Anderson Mesa    | LONEOS          | —         | MPC                           |
| 115179     | 2003 SX89  | 18 set 2003 | Palomar          | NEAT            | —         | MPC                           |
| 115180     | 2003 SM90  | 18 set 2003 | Socorro          | LINEAR          | —         | MPC                           |
| 115181     | 2003 SX91  | 18 set 2003 | Palomar          | NEAT            | —         | MPC                           |
| 115182     | 2003 ST92  | 18 set 2003 | Kitt Peak        | Spacewatch      | —         | MPC                           |
| 115183     | 2003 SO94  | 19 set 2003 | Campo Imperatore | CINEOS          | —         | MPC                           |
| 115184     | 2003 SO95  | 19 set 2003 | Palomar          | NEAT            | —         | MPC                           |
| 115185     | 2003 SD97  | 19 set 2003 | Socorro          | LINEAR          | —         | MPC                           |
| 115186     | 2003 SB98  | 19 set 2003 | Socorro          | LINEAR          | Mitidika  | MPC                           |
| 115187     | 2003 SD103 | 20 set 2003 | Socorro          | LINEAR          | —         | MPC                           |
| 115188     | 2003 SP103 | 20 set 2003 | Socorro          | LINEAR          | —         | MPC                           |
| 115189     | 2003 SY103 | 20 set 2003 | Socorro          | LINEAR          | —         | MPC                           |
| 115190     | 2003 SW105 | 20 set 2003 | Palomar          | NEAT            | —         | MPC                           |
| 115191     | 2003 SZ105 | 20 set 2003 | Haleakalā        | NEAT            | —         | MPC                           |
| 115192     | 2003 SO106 | 20 set 2003 | Farpoint         | Farpoint Obs.   | —         | MPC                           |
| 115193     | 2003 SA107 | 20 set 2003 | Palomar          | NEAT            | —         | MPC                           |
| 115194     | 2003 SF107 | 20 set 2003 | Palomar          | NEAT            | —         | MPC                           |
| 115195     | 2003 SJ108 | 20 set 2003 | Palomar          | NEAT            | —         | MPC                           |
| 115196     | 2003 SB109 | 20 set 2003 | Kitt Peak        | Spacewatch      | —         | MPC                           |
| 115197     | 2003 SH109 | 20 set 2003 | Kitt Peak        | Spacewatch      | —         | MPC                           |
| 115198     | 2003 SQ110 | 20 set 2003 | Palomar          | NEAT            | —         | MPC                           |
| 115199     | 2003 SR110 | 20 set 2003 | Palomar          | NEAT            | Juno      | MPC                           |
| 115200     | 2003 SV110 | 20 set 2003 | Palomar          | NEAT            | —         | MPC                           |

## 115201–115300
| Designação   | Designação | Descoberta  | Descoberta       | Descobridor(es)         | Categoria | Mais informações / Referência |
| Permanente   | Provisória | Data        | Local            | Descobridor(es)         | Categoria | Mais informações / Referência |
| ------------ | ---------- | ----------- | ---------------- | ----------------------- | --------- | ----------------------------- |
| 115201       | 2003 SM111 | 19 set 2003 | Palomar          | NEAT                    | —         | MPC                           |
| 115202       | 2003 ST111 | 18 set 2003 | Socorro          | LINEAR                  | —         | MPC                           |
| 115203       | 2003 SJ116 | 16 set 2003 | Socorro          | LINEAR                  | —         | MPC                           |
| 115204       | 2003 SV116 | 16 set 2003 | Palomar          | NEAT                    | Phocaea   | MPC                           |
| 115205       | 2003 SZ117 | 16 set 2003 | Palomar          | NEAT                    | —         | MPC                           |
| 115206       | 2003 SD118 | 16 set 2003 | Palomar          | NEAT                    | —         | MPC                           |
| 115207       | 2003 SJ119 | 17 set 2003 | Anderson Mesa    | LONEOS                  | —         | MPC                           |
| 115208       | 2003 SM120 | 17 set 2003 | Kitt Peak        | Spacewatch              | —         | MPC                           |
| 115209       | 2003 SL124 | 18 set 2003 | Palomar          | NEAT                    | —         | MPC                           |
| 115210       | 2003 SY124 | 19 set 2003 | Majorca          | Mallorca Obs.           | Phocaea   | MPC                           |
| 115211       | 2003 SS125 | 19 set 2003 | Socorro          | LINEAR                  | —         | MPC                           |
| 115212       | 2003 SW125 | 19 set 2003 | Socorro          | LINEAR                  | —         | MPC                           |
| 115213       | 2003 SR126 | 19 set 2003 | Haleakalā        | NEAT                    | —         | MPC                           |
| 115214       | 2003 SH128 | 20 set 2003 | Socorro          | LINEAR                  | —         | MPC                           |
| 115215       | 2003 SX128 | 20 set 2003 | Palomar          | NEAT                    | —         | MPC                           |
| 115216       | 2003 SZ129 | 20 set 2003 | Socorro          | LINEAR                  | Juno      | MPC                           |
| 115217       | 2003 SP138 | 20 set 2003 | Palomar          | NEAT                    | Ursula    | MPC                           |
| 115218       | 2003 SF140 | 19 set 2003 | Campo Imperatore | CINEOS                  | —         | MPC                           |
| 115219       | 2003 SJ140 | 19 set 2003 | Socorro          | LINEAR                  | —         | MPC                           |
| 115220       | 2003 ST140 | 19 set 2003 | Palomar          | NEAT                    | —         | MPC                           |
| 115221       | 2003 SH141 | 19 set 2003 | Palomar          | NEAT                    | —         | MPC                           |
| 115222       | 2003 SK142 | 20 set 2003 | Palomar          | NEAT                    | —         | MPC                           |
| 115223       | 2003 SM142 | 20 set 2003 | Socorro          | LINEAR                  | —         | MPC                           |
| 115224       | 2003 SR142 | 20 set 2003 | Socorro          | LINEAR                  | —         | MPC                           |
| 115225       | 2003 SW142 | 20 set 2003 | Socorro          | LINEAR                  | —         | MPC                           |
| 115226       | 2003 SA143 | 20 set 2003 | Socorro          | LINEAR                  | —         | MPC                           |
| 115227       | 2003 SB143 | 20 set 2003 | Socorro          | LINEAR                  | —         | MPC                           |
| 115228       | 2003 SL143 | 20 set 2003 | Palomar          | NEAT                    | —         | MPC                           |
| 115229       | 2003 SS143 | 21 set 2003 | Socorro          | LINEAR                  | —         | MPC                           |
| 115230       | 2003 ST143 | 21 set 2003 | Socorro          | LINEAR                  | Ursula    | MPC                           |
| 115231       | 2003 SV143 | 21 set 2003 | Socorro          | LINEAR                  | —         | MPC                           |
| 115232       | 2003 SE145 | 19 set 2003 | Palomar          | NEAT                    | —         | MPC                           |
| 115233       | 2003 SH145 | 20 set 2003 | Campo Imperatore | CINEOS                  | —         | MPC                           |
| 115234       | 2003 SV145 | 20 set 2003 | Palomar          | NEAT                    | —         | MPC                           |
| 115235       | 2003 SA146 | 20 set 2003 | Palomar          | NEAT                    | —         | MPC                           |
| 115236       | 2003 SS146 | 20 set 2003 | Palomar          | NEAT                    | —         | MPC                           |
| 115237       | 2003 SG147 | 20 set 2003 | Palomar          | NEAT                    | —         | MPC                           |
| 115238       | 2003 SQ147 | 21 set 2003 | Kitt Peak        | Spacewatch              | —         | MPC                           |
| 115239       | 2003 SS147 | 21 set 2003 | Kitt Peak        | Spacewatch              | —         | MPC                           |
| 115240       | 2003 SC148 | 16 set 2003 | Socorro          | LINEAR                  | —         | MPC                           |
| 115241       | 2003 SZ149 | 17 set 2003 | Socorro          | LINEAR                  | —         | MPC                           |
| 115242       | 2003 SX151 | 18 set 2003 | Kitt Peak        | Spacewatch              | —         | MPC                           |
| 115243       | 2003 SC152 | 19 set 2003 | Anderson Mesa    | LONEOS                  | —         | MPC                           |
| 115244       | 2003 SL152 | 19 set 2003 | Anderson Mesa    | LONEOS                  | —         | MPC                           |
| 115245       | 2003 SO152 | 19 set 2003 | Anderson Mesa    | LONEOS                  | —         | MPC                           |
| 115246       | 2003 SF153 | 19 set 2003 | Anderson Mesa    | LONEOS                  | —         | MPC                           |
| 115247       | 2003 SS155 | 19 set 2003 | Anderson Mesa    | LONEOS                  | Mitidika  | MPC                           |
| 115248       | 2003 ST155 | 19 set 2003 | Anderson Mesa    | LONEOS                  | —         | MPC                           |
| 115249       | 2003 SE156 | 19 set 2003 | Anderson Mesa    | LONEOS                  | —         | MPC                           |
| 115250       | 2003 SF156 | 19 set 2003 | Anderson Mesa    | LONEOS                  | —         | MPC                           |
| 115251       | 2003 SS156 | 19 set 2003 | Anderson Mesa    | LONEOS                  | —         | MPC                           |
| 115252       | 2003 SK157 | 19 set 2003 | Anderson Mesa    | LONEOS                  | —         | MPC                           |
| 115253       | 2003 SN157 | 19 set 2003 | Anderson Mesa    | LONEOS                  | —         | MPC                           |
| 115254 Fényi | 2003 SF158 | 22 set 2003 | Piszkéstető      | K. Sárneczky, B. Sipőcz | —         | MPC                           |
| 115255       | 2003 SU160 | 16 set 2003 | Kitt Peak        | Spacewatch              | —         | MPC                           |
| 115256       | 2003 SJ162 | 19 set 2003 | Socorro          | LINEAR                  | Ursula    | MPC                           |
| 115257       | 2003 SO163 | 19 set 2003 | Kitt Peak        | Spacewatch              | —         | MPC                           |
| 115258       | 2003 SD164 | 20 set 2003 | Anderson Mesa    | LONEOS                  | —         | MPC                           |
| 115259       | 2003 SK164 | 20 set 2003 | Anderson Mesa    | LONEOS                  | —         | MPC                           |
| 115260       | 2003 ST167 | 22 set 2003 | Haleakalā        | NEAT                    | —         | MPC                           |
| 115261       | 2003 SE169 | 23 set 2003 | Haleakala        | NEAT                    | —         | MPC                           |
| 115262       | 2003 SB172 | 18 set 2003 | Socorro          | LINEAR                  | —         | MPC                           |
| 115263       | 2003 SN172 | 18 set 2003 | Socorro          | LINEAR                  | —         | MPC                           |
| 115264       | 2003 SW172 | 18 set 2003 | Socorro          | LINEAR                  | —         | MPC                           |
| 115265       | 2003 SC173 | 18 set 2003 | Socorro          | LINEAR                  | —         | MPC                           |
| 115266       | 2003 SG173 | 18 set 2003 | Socorro          | LINEAR                  | —         | MPC                           |
| 115267       | 2003 SE174 | 18 set 2003 | Palomar          | NEAT                    | —         | MPC                           |
| 115268       | 2003 SG177 | 18 set 2003 | Palomar          | NEAT                    | —         | MPC                           |
| 115269       | 2003 SP177 | 18 set 2003 | Palomar          | NEAT                    | —         | MPC                           |
| 115270       | 2003 SR179 | 19 set 2003 | Socorro          | LINEAR                  | —         | MPC                           |
| 115271       | 2003 SL180 | 19 set 2003 | Kitt Peak        | Spacewatch              | —         | MPC                           |
| 115272       | 2003 SU181 | 20 set 2003 | Anderson Mesa    | LONEOS                  | —         | MPC                           |
| 115273       | 2003 SA182 | 20 set 2003 | Socorro          | LINEAR                  | —         | MPC                           |
| 115274       | 2003 SB182 | 20 set 2003 | Socorro          | LINEAR                  | —         | MPC                           |
| 115275       | 2003 SY182 | 21 set 2003 | Pla D'Arguines   | Pla D'Arguines Obs.     | —         | MPC                           |
| 115276       | 2003 SY183 | 21 set 2003 | Kitt Peak        | Spacewatch              | —         | MPC                           |
| 115277       | 2003 SS185 | 22 set 2003 | Anderson Mesa    | LONEOS                  | —         | MPC                           |
| 115278       | 2003 SN186 | 22 set 2003 | Anderson Mesa    | LONEOS                  | —         | MPC                           |
| 115279       | 2003 SL188 | 22 set 2003 | Anderson Mesa    | LONEOS                  | —         | MPC                           |
| 115280       | 2003 SM188 | 22 set 2003 | Anderson Mesa    | LONEOS                  | —         | MPC                           |
| 115281       | 2003 SK189 | 22 set 2003 | Palomar          | NEAT                    | Ursula    | MPC                           |
| 115282       | 2003 SD190 | 24 set 2003 | Palomar          | NEAT                    | Brangane  | MPC                           |
| 115283       | 2003 SV190 | 17 set 2003 | Kitt Peak        | Spacewatch              | —         | MPC                           |
| 115284       | 2003 SO192 | 20 set 2003 | Socorro          | LINEAR                  | —         | MPC                           |
| 115285       | 2003 SB194 | 20 set 2003 | Haleakalā        | NEAT                    | Brangane  | MPC                           |
| 115286       | 2003 ST194 | 20 set 2003 | Haleakala        | NEAT                    | —         | MPC                           |
| 115287       | 2003 SU194 | 20 set 2003 | Palomar          | NEAT                    | —         | MPC                           |
| 115288       | 2003 SS195 | 20 set 2003 | Kitt Peak        | Spacewatch              | —         | MPC                           |
| 115289       | 2003 ST195 | 20 set 2003 | Kitt Peak        | Spacewatch              | —         | MPC                           |
| 115290       | 2003 SJ197 | 21 set 2003 | Anderson Mesa    | LONEOS                  | —         | MPC                           |
| 115291       | 2003 SA198 | 21 set 2003 | Anderson Mesa    | LONEOS                  | —         | MPC                           |
| 115292       | 2003 SM198 | 21 set 2003 | Anderson Mesa    | LONEOS                  | —         | MPC                           |
| 115293       | 2003 SV198 | 21 set 2003 | Anderson Mesa    | LONEOS                  | —         | MPC                           |
| 115294       | 2003 SB199 | 21 set 2003 | Anderson Mesa    | LONEOS                  | —         | MPC                           |
| 115295       | 2003 SB200 | 21 set 2003 | Anderson Mesa    | LONEOS                  | —         | MPC                           |
| 115296       | 2003 SK200 | 25 set 2003 | Palomar          | NEAT                    | —         | MPC                           |
| 115297       | 2003 SQ200 | 24 set 2003 | Socorro          | LINEAR                  | —         | MPC                           |
| 115298       | 2003 SS203 | 22 set 2003 | Palomar          | NEAT                    | —         | MPC                           |
| 115299       | 2003 SM204 | 22 set 2003 | Socorro          | LINEAR                  | —         | MPC                           |
| 115300       | 2003 SW204 | 22 set 2003 | Socorro          | LINEAR                  | —         | MPC                           |

## 115301–115400
| Designação        | Designação | Descoberta  | Descoberta     | Descobridor(es)              | Categoria | Mais informações / Referência |
| Permanente        | Provisória | Data        | Local          | Descobridor(es)              | Categoria | Mais informações / Referência |
| ----------------- | ---------- | ----------- | -------------- | ---------------------------- | --------- | ----------------------------- |
| 115301            | 2003 SQ205 | 25 set 2003 | Haleakalā      | NEAT                         | —         | MPC                           |
| 115302            | 2003 SU206 | 26 set 2003 | Socorro        | LINEAR                       | —         | MPC                           |
| 115303            | 2003 SM207 | 26 set 2003 | Socorro        | LINEAR                       | —         | MPC                           |
| 115304            | 2003 SW207 | 26 set 2003 | Socorro        | LINEAR                       | —         | MPC                           |
| 115305            | 2003 SR209 | 24 set 2003 | Kvistaberg     | UDAS                         | —         | MPC                           |
| 115306            | 2003 SN210 | 26 set 2003 | Socorro        | LINEAR                       | —         | MPC                           |
| 115307            | 2003 SO210 | 26 set 2003 | Socorro        | LINEAR                       | —         | MPC                           |
| 115308            | 2003 SC211 | 24 set 2003 | Palomar        | NEAT                         | —         | MPC                           |
| 115309            | 2003 SN211 | 25 set 2003 | Palomar        | NEAT                         | Brangane  | MPC                           |
| 115310            | 2003 SR213 | 26 set 2003 | Socorro        | LINEAR                       | —         | MPC                           |
| 115311            | 2003 SH214 | 26 set 2003 | Desert Eagle   | W. K. Y. Yeung               | —         | MPC                           |
| 115312 Whither    | 2003 SP215 | 19 set 2003 | Wrightwood     | J. W. Young                  | —         | MPC                           |
| 115313            | 2003 SX215 | 25 set 2003 | Haleakalā      | NEAT                         | —         | MPC                           |
| 115314            | 2003 SY215 | 25 set 2003 | Haleakala      | NEAT                         | —         | MPC                           |
| 115315            | 2003 SZ215 | 25 set 2003 | Haleakala      | NEAT                         | Juno      | MPC                           |
| 115316            | 2003 SK216 | 26 set 2003 | Socorro        | LINEAR                       | —         | MPC                           |
| 115317            | 2003 SZ216 | 27 set 2003 | Desert Eagle   | W. K. Y. Yeung               | —         | MPC                           |
| 115318            | 2003 SJ217 | 27 set 2003 | Desert Eagle   | W. K. Y. Yeung               | —         | MPC                           |
| 115319            | 2003 SR218 | 28 set 2003 | Desert Eagle   | W. K. Y. Yeung               | —         | MPC                           |
| 115320            | 2003 SB219 | 19 set 2003 | Palomar        | NEAT                         | —         | MPC                           |
| 115321            | 2003 SK219 | 28 set 2003 | Socorro        | LINEAR                       | —         | MPC                           |
| 115322            | 2003 SM219 | 26 set 2003 | Socorro        | LINEAR                       | —         | MPC                           |
| 115323            | 2003 SO219 | 27 set 2003 | Desert Eagle   | W. K. Y. Yeung               | —         | MPC                           |
| 115324            | 2003 SP220 | 29 set 2003 | Desert Eagle   | W. K. Y. Yeung               | —         | MPC                           |
| 115325            | 2003 SQ220 | 29 set 2003 | Desert Eagle   | W. K. Y. Yeung               | —         | MPC                           |
| 115326 Wehinger   | 2003 SC221 | 29 set 2003 | Junk Bond      | D. Healy                     | —         | MPC                           |
| 115327            | 2003 SH222 | 27 set 2003 | Desert Eagle   | W. K. Y. Yeung               | —         | MPC                           |
| 115328            | 2003 SR222 | 28 set 2003 | Fountain Hills | C. W. Juels, P. R. Holvorcem | —         | MPC                           |
| 115329            | 2003 SY222 | 27 set 2003 | Desert Eagle   | W. K. Y. Yeung               | Brangane  | MPC                           |
| 115330            | 2003 SB224 | 22 set 2003 | Socorro        | LINEAR                       | —         | MPC                           |
| 115331 Shrylmiles | 2003 SL224 | 29 set 2003 | Junk Bond      | D. Healy                     | —         | MPC                           |
| 115332            | 2003 SR224 | 28 set 2003 | Anderson Mesa  | LONEOS                       | —         | MPC                           |
| 115333            | 2003 SV225 | 26 set 2003 | Socorro        | LINEAR                       | —         | MPC                           |
| 115334            | 2003 SX225 | 26 set 2003 | Socorro        | LINEAR                       | —         | MPC                           |
| 115335            | 2003 SZ225 | 26 set 2003 | Socorro        | LINEAR                       | —         | MPC                           |
| 115336            | 2003 SF226 | 26 set 2003 | Socorro        | LINEAR                       | —         | MPC                           |
| 115337            | 2003 SG226 | 26 set 2003 | Socorro        | LINEAR                       | —         | MPC                           |
| 115338            | 2003 SH226 | 26 set 2003 | Socorro        | LINEAR                       | —         | MPC                           |
| 115339            | 2003 SK226 | 26 set 2003 | Socorro        | LINEAR                       | —         | MPC                           |
| 115340            | 2003 SL226 | 26 set 2003 | Socorro        | LINEAR                       | Juno      | MPC                           |
| 115341            | 2003 SS226 | 26 set 2003 | Socorro        | LINEAR                       | —         | MPC                           |
| 115342            | 2003 SO227 | 27 set 2003 | Socorro        | LINEAR                       | —         | MPC                           |
| 115343            | 2003 SS228 | 26 set 2003 | Socorro        | LINEAR                       | —         | MPC                           |
| 115344            | 2003 SV228 | 26 set 2003 | Socorro        | LINEAR                       | —         | MPC                           |
| 115345            | 2003 SB229 | 27 set 2003 | Kitt Peak      | Spacewatch                   | Mitidika  | MPC                           |
| 115346            | 2003 SY230 | 24 set 2003 | Palomar        | NEAT                         | —         | MPC                           |
| 115347            | 2003 SS232 | 24 set 2003 | Haleakalā      | NEAT                         | —         | MPC                           |
| 115348            | 2003 SW233 | 25 set 2003 | Haleakala      | NEAT                         | —         | MPC                           |
| 115349            | 2003 SR234 | 25 set 2003 | Haleakala      | NEAT                         | —         | MPC                           |
| 115350            | 2003 SW234 | 25 set 2003 | Črni Vrh       | Črni Vrh                     | —         | MPC                           |
| 115351            | 2003 SA235 | 26 set 2003 | Socorro        | LINEAR                       | —         | MPC                           |
| 115352            | 2003 SX240 | 27 set 2003 | Socorro        | LINEAR                       | —         | MPC                           |
| 115353            | 2003 SJ244 | 25 set 2003 | Haleakalā      | NEAT                         | —         | MPC                           |
| 115354            | 2003 SW244 | 26 set 2003 | Socorro        | LINEAR                       | —         | MPC                           |
| 115355            | 2003 SQ246 | 26 set 2003 | Socorro        | LINEAR                       | —         | MPC                           |
| 115356            | 2003 SD247 | 26 set 2003 | Socorro        | LINEAR                       | —         | MPC                           |
| 115357            | 2003 SS249 | 26 set 2003 | Socorro        | LINEAR                       | —         | MPC                           |
| 115358            | 2003 SY249 | 26 set 2003 | Socorro        | LINEAR                       | —         | MPC                           |
| 115359            | 2003 SA250 | 26 set 2003 | Socorro        | LINEAR                       | —         | MPC                           |
| 115360            | 2003 SJ250 | 26 set 2003 | Socorro        | LINEAR                       | Brangane  | MPC                           |
| 115361            | 2003 SL250 | 26 set 2003 | Socorro        | LINEAR                       | —         | MPC                           |
| 115362            | 2003 SN250 | 26 set 2003 | Socorro        | LINEAR                       | —         | MPC                           |
| 115363            | 2003 SZ250 | 26 set 2003 | Socorro        | LINEAR                       | —         | MPC                           |
| 115364            | 2003 SC251 | 26 set 2003 | Socorro        | LINEAR                       | —         | MPC                           |
| 115365            | 2003 SE251 | 26 set 2003 | Socorro        | LINEAR                       | —         | MPC                           |
| 115366            | 2003 SL251 | 26 set 2003 | Socorro        | LINEAR                       | —         | MPC                           |
| 115367            | 2003 SP251 | 26 set 2003 | Socorro        | LINEAR                       | —         | MPC                           |
| 115368            | 2003 SZ251 | 26 set 2003 | Socorro        | LINEAR                       | —         | MPC                           |
| 115369            | 2003 SS252 | 26 set 2003 | Socorro        | LINEAR                       | —         | MPC                           |
| 115370            | 2003 SX254 | 27 set 2003 | Kitt Peak      | Spacewatch                   | —         | MPC                           |
| 115371            | 2003 SU255 | 27 set 2003 | Kitt Peak      | Spacewatch                   | —         | MPC                           |
| 115372            | 2003 SA256 | 27 set 2003 | Kitt Peak      | Spacewatch                   | Mitidika  | MPC                           |
| 115373            | 2003 SA259 | 28 set 2003 | Kitt Peak      | Spacewatch                   | —         | MPC                           |
| 115374            | 2003 SC259 | 28 set 2003 | Kitt Peak      | Spacewatch                   | —         | MPC                           |
| 115375            | 2003 SG259 | 28 set 2003 | Kitt Peak      | Spacewatch                   | —         | MPC                           |
| 115376            | 2003 SH262 | 27 set 2003 | Kitt Peak      | Spacewatch                   | —         | MPC                           |
| 115377            | 2003 SA270 | 24 set 2003 | Haleakalā      | NEAT                         | —         | MPC                           |
| 115378            | 2003 SO270 | 25 set 2003 | Palomar        | NEAT                         | —         | MPC                           |
| 115379            | 2003 SE271 | 25 set 2003 | Haleakalā      | NEAT                         | —         | MPC                           |
| 115380            | 2003 SJ271 | 25 set 2003 | Haleakala      | NEAT                         | —         | MPC                           |
| 115381            | 2003 SV272 | 27 set 2003 | Socorro        | LINEAR                       | —         | MPC                           |
| 115382            | 2003 SD273 | 27 set 2003 | Socorro        | LINEAR                       | —         | MPC                           |
| 115383            | 2003 SF274 | 28 set 2003 | Anderson Mesa  | LONEOS                       | —         | MPC                           |
| 115384            | 2003 SG275 | 29 set 2003 | Socorro        | LINEAR                       | —         | MPC                           |
| 115385            | 2003 SH275 | 29 set 2003 | Socorro        | LINEAR                       | Ursula    | MPC                           |
| 115386            | 2003 SP275 | 29 set 2003 | Socorro        | LINEAR                       | —         | MPC                           |
| 115387            | 2003 SY275 | 29 set 2003 | Socorro        | LINEAR                       | —         | MPC                           |
| 115388            | 2003 SN278 | 30 set 2003 | Socorro        | LINEAR                       | —         | MPC                           |
| 115389            | 2003 SU278 | 30 set 2003 | Socorro        | LINEAR                       | —         | MPC                           |
| 115390            | 2003 SR279 | 17 set 2003 | Socorro        | LINEAR                       | —         | MPC                           |
| 115391            | 2003 SG280 | 18 set 2003 | Socorro        | LINEAR                       | —         | MPC                           |
| 115392            | 2003 SM283 | 20 set 2003 | Socorro        | LINEAR                       | —         | MPC                           |
| 115393            | 2003 SW284 | 20 set 2003 | Socorro        | LINEAR                       | —         | MPC                           |
| 115394            | 2003 SA286 | 20 set 2003 | Palomar        | NEAT                         | —         | MPC                           |
| 115395            | 2003 SR286 | 21 set 2003 | Palomar        | NEAT                         | —         | MPC                           |
| 115396            | 2003 SA287 | 29 set 2003 | Kitt Peak      | Spacewatch                   | Eos       | MPC                           |
| 115397            | 2003 SN288 | 28 set 2003 | Socorro        | LINEAR                       | —         | MPC                           |
| 115398            | 2003 SF290 | 28 set 2003 | Anderson Mesa  | LONEOS                       | —         | MPC                           |
| 115399            | 2003 SD291 | 29 set 2003 | Socorro        | LINEAR                       | —         | MPC                           |
| 115400            | 2003 SJ291 | 29 set 2003 | Socorro        | LINEAR                       | —         | MPC                           |

## 115401–115500
| Designação        | Designação | Descoberta  | Descoberta       | Descobridor(es)       | Categoria | Mais informações / Referência |
| Permanente        | Provisória | Data        | Local            | Descobridor(es)       | Categoria | Mais informações / Referência |
| ----------------- | ---------- | ----------- | ---------------- | --------------------- | --------- | ----------------------------- |
| 115401            | 2003 SK291 | 29 set 2003 | Socorro          | LINEAR                | —         | MPC                           |
| 115402            | 2003 SR291 | 30 set 2003 | Socorro          | LINEAR                | —         | MPC                           |
| 115403            | 2003 SA292 | 30 set 2003 | Socorro          | LINEAR                | —         | MPC                           |
| 115404            | 2003 SA293 | 27 set 2003 | Socorro          | LINEAR                | —         | MPC                           |
| 115405            | 2003 SX293 | 28 set 2003 | Socorro          | LINEAR                | —         | MPC                           |
| 115406            | 2003 SK294 | 28 set 2003 | Socorro          | LINEAR                | —         | MPC                           |
| 115407            | 2003 ST294 | 28 set 2003 | Socorro          | LINEAR                | —         | MPC                           |
| 115408            | 2003 SU294 | 28 set 2003 | Socorro          | LINEAR                | —         | MPC                           |
| 115409            | 2003 SW294 | 28 set 2003 | Socorro          | LINEAR                | —         | MPC                           |
| 115410            | 2003 SN296 | 29 set 2003 | Anderson Mesa    | LONEOS                | —         | MPC                           |
| 115411            | 2003 SB297 | 16 set 2003 | Palomar          | NEAT                  | —         | MPC                           |
| 115412            | 2003 SN297 | 18 set 2003 | Haleakalā        | NEAT                  | —         | MPC                           |
| 115413            | 2003 SA299 | 29 set 2003 | Anderson Mesa    | LONEOS                | —         | MPC                           |
| 115414            | 2003 SG299 | 29 set 2003 | Anderson Mesa    | LONEOS                | —         | MPC                           |
| 115415            | 2003 SJ299 | 29 set 2003 | Anderson Mesa    | LONEOS                | —         | MPC                           |
| 115416            | 2003 SP299 | 29 set 2003 | Socorro          | LINEAR                | —         | MPC                           |
| 115417            | 2003 SR299 | 30 set 2003 | Socorro          | LINEAR                | —         | MPC                           |
| 115418            | 2003 SY301 | 17 set 2003 | Palomar          | NEAT                  | —         | MPC                           |
| 115419            | 2003 SG305 | 17 set 2003 | Palomar          | NEAT                  | —         | MPC                           |
| 115420            | 2003 SJ306 | 30 set 2003 | Socorro          | LINEAR                | Themis    | MPC                           |
| 115421            | 2003 SN306 | 30 set 2003 | Socorro          | LINEAR                | —         | MPC                           |
| 115422            | 2003 SM307 | 26 set 2003 | Socorro          | LINEAR                | —         | MPC                           |
| 115423            | 2003 SG308 | 28 set 2003 | Socorro          | LINEAR                | —         | MPC                           |
| 115424            | 2003 SE310 | 28 set 2003 | Socorro          | LINEAR                | —         | MPC                           |
| 115425            | 2003 SH310 | 28 set 2003 | Socorro          | LINEAR                | —         | MPC                           |
| 115426            | 2003 SP311 | 29 set 2003 | Socorro          | LINEAR                | —         | MPC                           |
| 115427            | 2003 SG312 | 30 set 2003 | Kitt Peak        | Spacewatch            | —         | MPC                           |
| 115428            | 2003 SH313 | 18 set 2003 | Goodricke-Pigott | R. A. Tucker          | —         | MPC                           |
| 115429            | 2003 SB315 | 17 set 2003 | Socorro          | LINEAR                | —         | MPC                           |
| 115430            | 2003 SF315 | 26 set 2003 | Palomar          | NEAT                  | —         | MPC                           |
| 115431            | 2003 TJ1   | 4 out 2003  | Kingsnake        | J. V. McClusky        | —         | MPC                           |
| 115432            | 2003 TQ2   | 1 out 2003  | Goodricke-Pigott | J. W. Kessel          | Brangane  | MPC                           |
| 115433            | 2003 TS2   | 2 out 2003  | Goodricke-Pigott | J. W. Kessel          | —         | MPC                           |
| 115434 Kellyfast  | 2003 TU2   | 5 out 2003  | Goodricke-Pigott | V. Reddy              | —         | MPC                           |
| 115435            | 2003 TM4   | 6 out 2003  | Anderson Mesa    | LONEOS                | —         | MPC                           |
| 115436            | 2003 TU4   | 1 out 2003  | Kitt Peak        | Spacewatch            | —         | MPC                           |
| 115437            | 2003 TG5   | 2 out 2003  | Kitt Peak        | Spacewatch            | —         | MPC                           |
| 115438            | 2003 TE6   | 1 out 2003  | Anderson Mesa    | LONEOS                | —         | MPC                           |
| 115439            | 2003 TN6   | 1 out 2003  | Anderson Mesa    | LONEOS                | —         | MPC                           |
| 115440            | 2003 TV6   | 1 out 2003  | Anderson Mesa    | LONEOS                | Juno      | MPC                           |
| 115441            | 2003 TO7   | 1 out 2003  | Anderson Mesa    | LONEOS                | —         | MPC                           |
| 115442            | 2003 TS7   | 1 out 2003  | Anderson Mesa    | LONEOS                | —         | MPC                           |
| 115443            | 2003 TK8   | 2 out 2003  | Socorro          | LINEAR                | —         | MPC                           |
| 115444            | 2003 TU8   | 3 out 2003  | Kitt Peak        | Spacewatch            | —         | MPC                           |
| 115445            | 2003 TF9   | 4 out 2003  | Kitt Peak        | Spacewatch            | —         | MPC                           |
| 115446            | 2003 TK9   | 5 out 2003  | Haleakalā        | NEAT                  | —         | MPC                           |
| 115447            | 2003 TM9   | 5 out 2003  | Haleakala        | NEAT                  | —         | MPC                           |
| 115448            | 2003 TU9   | 14 out 2003 | Palomar          | NEAT                  | —         | MPC                           |
| 115449 Robson     | 2003 TG10  | 14 out 2003 | New Milford      | John J. McCarthy Obs. | —         | MPC                           |
| 115450            | 2003 TK10  | 15 out 2003 | Črni Vrh         | Črni Vrh              | —         | MPC                           |
| 115451            | 2003 TZ10  | 15 out 2003 | Palomar          | NEAT                  | —         | MPC                           |
| 115452            | 2003 TB11  | 14 out 2003 | Anderson Mesa    | LONEOS                | —         | MPC                           |
| 115453            | 2003 TL11  | 14 out 2003 | Anderson Mesa    | LONEOS                | —         | MPC                           |
| 115454            | 2003 TF12  | 14 out 2003 | Anderson Mesa    | LONEOS                | —         | MPC                           |
| 115455            | 2003 TL12  | 14 out 2003 | Socorro          | LINEAR                | —         | MPC                           |
| 115456            | 2003 TD13  | 9 out 2003  | Anderson Mesa    | LONEOS                | Eos       | MPC                           |
| 115457            | 2003 TU13  | 5 out 2003  | Socorro          | LINEAR                | Juno      | MPC                           |
| 115458            | 2003 TN14  | 14 out 2003 | Anderson Mesa    | LONEOS                | —         | MPC                           |
| 115459            | 2003 TG15  | 15 out 2003 | Anderson Mesa    | LONEOS                | —         | MPC                           |
| 115460            | 2003 TL15  | 15 out 2003 | Anderson Mesa    | LONEOS                | Eos       | MPC                           |
| 115461            | 2003 TO15  | 15 out 2003 | Anderson Mesa    | LONEOS                | —         | MPC                           |
| 115462            | 2003 TZ15  | 15 out 2003 | Anderson Mesa    | LONEOS                | —         | MPC                           |
| 115463            | 2003 TF16  | 15 out 2003 | Anderson Mesa    | LONEOS                | Juno      | MPC                           |
| 115464            | 2003 TO16  | 15 out 2003 | Anderson Mesa    | LONEOS                | —         | MPC                           |
| 115465            | 2003 TM17  | 15 out 2003 | Palomar          | NEAT                  | —         | MPC                           |
| 115466            | 2003 TM19  | 15 out 2003 | Palomar          | NEAT                  | —         | MPC                           |
| 115467            | 2003 TW19  | 15 out 2003 | Anderson Mesa    | LONEOS                | —         | MPC                           |
| 115468            | 2003 TX20  | 15 out 2003 | Anderson Mesa    | LONEOS                | —         | MPC                           |
| 115469            | 2003 TZ31  | 1 out 2003  | Kitt Peak        | Spacewatch            | —         | MPC                           |
| 115470            | 2003 TE57  | 5 out 2003  | Socorro          | LINEAR                | —         | MPC                           |
| 115471            | 2003 UA1   | 16 out 2003 | Palomar          | NEAT                  | —         | MPC                           |
| 115472            | 2003 UD3   | 16 out 2003 | Kitt Peak        | Spacewatch            | —         | MPC                           |
| 115473            | 2003 UP3   | 17 out 2003 | Socorro          | LINEAR                | —         | MPC                           |
| 115474            | 2003 UE4   | 16 out 2003 | Palomar          | NEAT                  | —         | MPC                           |
| 115475            | 2003 UV4   | 17 out 2003 | Socorro          | LINEAR                | —         | MPC                           |
| 115476            | 2003 UF7   | 18 out 2003 | Socorro          | LINEAR                | —         | MPC                           |
| 115477 Brantanica | 2003 UK8   | 19 out 2003 | Wrightwood       | J. W. Young           | —         | MPC                           |
| 115478            | 2003 UT8   | 16 out 2003 | Socorro          | LINEAR                | —         | MPC                           |
| 115479            | 2003 UP10  | 19 out 2003 | Anderson Mesa    | LONEOS                | —         | MPC                           |
| 115480            | 2003 UC11  | 19 out 2003 | Kvistaberg       | UDAS                  | —         | MPC                           |
| 115481            | 2003 UG12  | 20 out 2003 | Palomar          | NEAT                  | —         | MPC                           |
| 115482            | 2003 UV14  | 16 out 2003 | Kitt Peak        | Spacewatch            | —         | MPC                           |
| 115483            | 2003 UJ16  | 16 out 2003 | Anderson Mesa    | LONEOS                | —         | MPC                           |
| 115484            | 2003 UL19  | 20 out 2003 | Palomar          | NEAT                  | —         | MPC                           |
| 115485            | 2003 UR19  | 22 out 2003 | Wrightwood       | J. W. Young           | —         | MPC                           |
| 115486            | 2003 UN20  | 21 out 2003 | Socorro          | LINEAR                | —         | MPC                           |
| 115487            | 2003 UK21  | 18 out 2003 | Anderson Mesa    | LONEOS                | Maria     | MPC                           |
| 115488            | 2003 UL21  | 18 out 2003 | Palomar          | NEAT                  | —         | MPC                           |
| 115489            | 2003 UO21  | 18 out 2003 | Kitt Peak        | Spacewatch            | —         | MPC                           |
| 115490            | 2003 UQ21  | 20 out 2003 | Kingsnake        | J. V. McClusky        | —         | MPC                           |
| 115491            | 2003 UT21  | 21 out 2003 | Kingsnake        | J. V. McClusky        | —         | MPC                           |
| 115492            | 2003 UR22  | 23 out 2003 | Emerald Lane     | L. Ball               | —         | MPC                           |
| 115493            | 2003 UP23  | 22 out 2003 | Kitt Peak        | Spacewatch            | Chloris   | MPC                           |
| 115494            | 2003 UW24  | 17 out 2003 | Anderson Mesa    | LONEOS                | —         | MPC                           |
| 115495            | 2003 UD25  | 21 out 2003 | Socorro          | LINEAR                | —         | MPC                           |
| 115496            | 2003 UF26  | 24 out 2003 | Socorro          | LINEAR                | Ursula    | MPC                           |
| 115497            | 2003 UG26  | 24 out 2003 | Socorro          | LINEAR                | —         | MPC                           |
| 115498            | 2003 UN26  | 25 out 2003 | Goodricke-Pigott | R. A. Tucker          | —         | MPC                           |
| 115499            | 2003 UO26  | 25 out 2003 | Goodricke-Pigott | R. A. Tucker          | —         | MPC                           |
| 115500            | 2003 UC27  | 23 out 2003 | Goodricke-Pigott | R. A. Tucker          | —         | MPC                           |

## 115501–115600
| Designação          | Designação | Descoberta  | Descoberta       | Descobridor(es)        | Categoria | Mais informações / Referência |
| Permanente          | Provisória | Data        | Local            | Descobridor(es)        | Categoria | Mais informações / Referência |
| ------------------- | ---------- | ----------- | ---------------- | ---------------------- | --------- | ----------------------------- |
| 115501              | 2003 UV27  | 22 out 2003 | Goodricke-Pigott | R. A. Tucker           | Brangane  | MPC                           |
| 115502              | 2003 UX27  | 22 out 2003 | Goodricke-Pigott | R. A. Tucker           | —         | MPC                           |
| 115503              | 2003 UP28  | 19 out 2003 | Kitt Peak        | Spacewatch             | —         | MPC                           |
| 115504              | 2003 UH29  | 23 out 2003 | Kvistaberg       | UDAS                   | Themis    | MPC                           |
| 115505              | 2003 UD32  | 16 out 2003 | Kitt Peak        | Spacewatch             | Eos       | MPC                           |
| 115506              | 2003 UC35  | 16 out 2003 | Anderson Mesa    | LONEOS                 | —         | MPC                           |
| 115507              | 2003 UK35  | 16 out 2003 | Palomar          | NEAT                   | —         | MPC                           |
| 115508              | 2003 UU35  | 16 out 2003 | Palomar          | NEAT                   | —         | MPC                           |
| 115509              | 2003 UV35  | 16 out 2003 | Palomar          | NEAT                   | —         | MPC                           |
| 115510              | 2003 UX35  | 16 out 2003 | Palomar          | NEAT                   | —         | MPC                           |
| 115511              | 2003 UZ35  | 16 out 2003 | Anderson Mesa    | LONEOS                 | —         | MPC                           |
| 115512              | 2003 UB36  | 16 out 2003 | Palomar          | NEAT                   | —         | MPC                           |
| 115513              | 2003 UE36  | 16 out 2003 | Palomar          | NEAT                   | Brangane  | MPC                           |
| 115514              | 2003 UL36  | 16 out 2003 | Palomar          | NEAT                   | —         | MPC                           |
| 115515              | 2003 UU36  | 16 out 2003 | Palomar          | NEAT                   | —         | MPC                           |
| 115516              | 2003 UF37  | 16 out 2003 | Palomar          | NEAT                   | Phocaea   | MPC                           |
| 115517              | 2003 UL37  | 16 out 2003 | Črni Vrh         | Črni Vrh               | Eos       | MPC                           |
| 115518              | 2003 UM37  | 16 out 2003 | Črni Vrh         | Črni Vrh               | Brangane  | MPC                           |
| 115519              | 2003 UN37  | 16 out 2003 | Črni Vrh         | Črni Vrh               | —         | MPC                           |
| 115520              | 2003 UO37  | 17 out 2003 | Črni Vrh         | Črni Vrh               | —         | MPC                           |
| 115521              | 2003 UL38  | 17 out 2003 | Kitt Peak        | Spacewatch             | —         | MPC                           |
| 115522              | 2003 UW39  | 16 out 2003 | Kitt Peak        | Spacewatch             | —         | MPC                           |
| 115523              | 2003 UC41  | 16 out 2003 | Anderson Mesa    | LONEOS                 | —         | MPC                           |
| 115524              | 2003 UD47  | 21 out 2003 | Goodricke-Pigott | R. A. Tucker           | —         | MPC                           |
| 115525              | 2003 UF47  | 16 out 2003 | Goodricke-Pigott | R. A. Tucker           | —         | MPC                           |
| 115526              | 2003 UL47  | 20 out 2003 | Goodricke-Pigott | R. A. Tucker           | Brangane  | MPC                           |
| 115527              | 2003 UF48  | 16 out 2003 | Anderson Mesa    | LONEOS                 | —         | MPC                           |
| 115528              | 2003 UZ48  | 16 out 2003 | Anderson Mesa    | LONEOS                 | —         | MPC                           |
| 115529              | 2003 UG49  | 16 out 2003 | Anderson Mesa    | LONEOS                 | —         | MPC                           |
| 115530              | 2003 UH49  | 16 out 2003 | Anderson Mesa    | LONEOS                 | —         | MPC                           |
| 115531              | 2003 UE52  | 18 out 2003 | Palomar          | NEAT                   | —         | MPC                           |
| 115532              | 2003 UP52  | 18 out 2003 | Palomar          | NEAT                   | —         | MPC                           |
| 115533              | 2003 UG53  | 18 out 2003 | Palomar          | NEAT                   | —         | MPC                           |
| 115534              | 2003 UZ53  | 18 out 2003 | Palomar          | NEAT                   | Brangane  | MPC                           |
| 115535              | 2003 UW54  | 18 out 2003 | Palomar          | NEAT                   | —         | MPC                           |
| 115536              | 2003 UZ54  | 18 out 2003 | Palomar          | NEAT                   | Brangane  | MPC                           |
| 115537              | 2003 UX56  | 23 out 2003 | Kitt Peak        | Spacewatch             | —         | MPC                           |
| 115538              | 2003 UO58  | 16 out 2003 | Kitt Peak        | Spacewatch             | —         | MPC                           |
| 115539              | 2003 UZ60  | 16 out 2003 | Palomar          | NEAT                   | —         | MPC                           |
| 115540              | 2003 UP61  | 16 out 2003 | Anderson Mesa    | LONEOS                 | —         | MPC                           |
| 115541              | 2003 UY62  | 16 out 2003 | Palomar          | NEAT                   | —         | MPC                           |
| 115542              | 2003 UZ63  | 16 out 2003 | Anderson Mesa    | LONEOS                 | —         | MPC                           |
| 115543              | 2003 UG64  | 16 out 2003 | Anderson Mesa    | LONEOS                 | —         | MPC                           |
| 115544              | 2003 UP64  | 16 out 2003 | Anderson Mesa    | LONEOS                 | Phocaea   | MPC                           |
| 115545              | 2003 UW64  | 16 out 2003 | Anderson Mesa    | LONEOS                 | —         | MPC                           |
| 115546              | 2003 UH65  | 16 out 2003 | Palomar          | NEAT                   | Brangane  | MPC                           |
| 115547              | 2003 UV65  | 16 out 2003 | Palomar          | NEAT                   | —         | MPC                           |
| 115548              | 2003 UB66  | 16 out 2003 | Palomar          | NEAT                   | —         | MPC                           |
| 115549              | 2003 UE66  | 16 out 2003 | Palomar          | NEAT                   | —         | MPC                           |
| 115550              | 2003 UG66  | 16 out 2003 | Palomar          | NEAT                   | Brangane  | MPC                           |
| 115551              | 2003 UB71  | 18 out 2003 | Kitt Peak        | Spacewatch             | —         | MPC                           |
| 115552              | 2003 UE71  | 18 out 2003 | Kitt Peak        | Spacewatch             | —         | MPC                           |
| 115553              | 2003 UB73  | 19 out 2003 | Kitt Peak        | Spacewatch             | —         | MPC                           |
| 115554              | 2003 UL74  | 16 out 2003 | Črni Vrh         | Črni Vrh               | —         | MPC                           |
| 115555              | 2003 UQ75  | 17 out 2003 | Kitt Peak        | Spacewatch             | —         | MPC                           |
| 115556              | 2003 UN77  | 17 out 2003 | Anderson Mesa    | LONEOS                 | —         | MPC                           |
| 115557              | 2003 UT77  | 17 out 2003 | Kitt Peak        | Spacewatch             | —         | MPC                           |
| 115558              | 2003 UD78  | 17 out 2003 | Anderson Mesa    | LONEOS                 | —         | MPC                           |
| 115559              | 2003 UK78  | 17 out 2003 | Anderson Mesa    | LONEOS                 | —         | MPC                           |
| 115560              | 2003 UB79  | 18 out 2003 | Haleakalā        | NEAT                   | —         | MPC                           |
| 115561 Frankherbert | 2003 UF80  | 20 out 2003 | Needville        | W. G. Dillon, D. Wells | —         | MPC                           |
| 115562              | 2003 UR80  | 16 out 2003 | Kitt Peak        | Spacewatch             | —         | MPC                           |
| 115563              | 2003 UU80  | 16 out 2003 | Anderson Mesa    | LONEOS                 | —         | MPC                           |
| 115564              | 2003 UC81  | 16 out 2003 | Anderson Mesa    | LONEOS                 | —         | MPC                           |
| 115565              | 2003 UL81  | 16 out 2003 | Haleakalā        | NEAT                   | Ursula    | MPC                           |
| 115566              | 2003 UB82  | 18 out 2003 | Haleakala        | NEAT                   | —         | MPC                           |
| 115567              | 2003 UY82  | 19 out 2003 | Palomar          | NEAT                   | —         | MPC                           |
| 115568              | 2003 UZ82  | 19 out 2003 | Haleakalā        | NEAT                   | —         | MPC                           |
| 115569              | 2003 UR84  | 18 out 2003 | Kitt Peak        | Spacewatch             | —         | MPC                           |
| 115570              | 2003 UT84  | 18 out 2003 | Kitt Peak        | Spacewatch             | —         | MPC                           |
| 115571              | 2003 UU85  | 18 out 2003 | Haleakalā        | NEAT                   | —         | MPC                           |
| 115572              | 2003 UY85  | 18 out 2003 | Palomar          | NEAT                   | —         | MPC                           |
| 115573              | 2003 UE86  | 18 out 2003 | Palomar          | NEAT                   | —         | MPC                           |
| 115574              | 2003 UF86  | 18 out 2003 | Palomar          | NEAT                   | —         | MPC                           |
| 115575              | 2003 UK86  | 18 out 2003 | Palomar          | NEAT                   | —         | MPC                           |
| 115576              | 2003 UM88  | 19 out 2003 | Anderson Mesa    | LONEOS                 | —         | MPC                           |
| 115577              | 2003 UO88  | 19 out 2003 | Anderson Mesa    | LONEOS                 | —         | MPC                           |
| 115578              | 2003 UB89  | 19 out 2003 | Anderson Mesa    | LONEOS                 | —         | MPC                           |
| 115579              | 2003 UN90  | 20 out 2003 | Socorro          | LINEAR                 | —         | MPC                           |
| 115580              | 2003 UX90  | 20 out 2003 | Socorro          | LINEAR                 | —         | MPC                           |
| 115581              | 2003 UD91  | 20 out 2003 | Socorro          | LINEAR                 | —         | MPC                           |
| 115582              | 2003 UT92  | 20 out 2003 | Palomar          | NEAT                   | Brangane  | MPC                           |
| 115583              | 2003 UM93  | 17 out 2003 | Kitt Peak        | Spacewatch             | —         | MPC                           |
| 115584              | 2003 UE95  | 18 out 2003 | Haleakalā        | NEAT                   | —         | MPC                           |
| 115585              | 2003 UT95  | 18 out 2003 | Haleakala        | NEAT                   | —         | MPC                           |
| 115586              | 2003 UF96  | 18 out 2003 | Kitt Peak        | Spacewatch             | —         | MPC                           |
| 115587              | 2003 UY96  | 19 out 2003 | Kitt Peak        | Spacewatch             | Mitidika  | MPC                           |
| 115588              | 2003 UZ96  | 19 out 2003 | Kitt Peak        | Spacewatch             | —         | MPC                           |
| 115589              | 2003 UG97  | 19 out 2003 | Kitt Peak        | Spacewatch             | —         | MPC                           |
| 115590              | 2003 UL97  | 19 out 2003 | Kitt Peak        | Spacewatch             | —         | MPC                           |
| 115591              | 2003 UG98  | 19 out 2003 | Anderson Mesa    | LONEOS                 | —         | MPC                           |
| 115592              | 2003 UL98  | 19 out 2003 | Anderson Mesa    | LONEOS                 | —         | MPC                           |
| 115593              | 2003 UV98  | 19 out 2003 | Anderson Mesa    | LONEOS                 | —         | MPC                           |
| 115594              | 2003 UX98  | 19 out 2003 | Anderson Mesa    | LONEOS                 | —         | MPC                           |
| 115595              | 2003 UZ98  | 19 out 2003 | Anderson Mesa    | LONEOS                 | —         | MPC                           |
| 115596              | 2003 UC99  | 19 out 2003 | Anderson Mesa    | LONEOS                 | —         | MPC                           |
| 115597              | 2003 UF99  | 19 out 2003 | Anderson Mesa    | LONEOS                 | —         | MPC                           |
| 115598              | 2003 UH99  | 19 out 2003 | Anderson Mesa    | LONEOS                 | Brangane  | MPC                           |
| 115599              | 2003 UJ99  | 19 out 2003 | Anderson Mesa    | LONEOS                 | —         | MPC                           |
| 115600              | 2003 UR99  | 19 out 2003 | Kitt Peak        | Spacewatch             | —         | MPC                           |

## 115601–115700
| Designação | Designação | Descoberta  | Descoberta    | Descobridor(es) | Categoria | Mais informações / Referência |
| Permanente | Provisória | Data        | Local         | Descobridor(es) | Categoria | Mais informações / Referência |
| ---------- | ---------- | ----------- | ------------- | --------------- | --------- | ----------------------------- |
| 115601     | 2003 UT99  | 19 out 2003 | Palomar       | NEAT            | —         | MPC                           |
| 115602     | 2003 UZ99  | 19 out 2003 | Palomar       | NEAT            | —         | MPC                           |
| 115603     | 2003 UB100 | 19 out 2003 | Palomar       | NEAT            | —         | MPC                           |
| 115604     | 2003 UE100 | 19 out 2003 | Palomar       | NEAT            | Ursula    | MPC                           |
| 115605     | 2003 UK100 | 19 out 2003 | Palomar       | NEAT            | —         | MPC                           |
| 115606     | 2003 UJ101 | 20 out 2003 | Palomar       | NEAT            | —         | MPC                           |
| 115607     | 2003 UR101 | 20 out 2003 | Socorro       | LINEAR          | —         | MPC                           |
| 115608     | 2003 UR102 | 20 out 2003 | Kitt Peak     | Spacewatch      | —         | MPC                           |
| 115609     | 2003 UA103 | 20 out 2003 | Kitt Peak     | Spacewatch      | —         | MPC                           |
| 115610     | 2003 UE103 | 20 out 2003 | Kitt Peak     | Spacewatch      | —         | MPC                           |
| 115611     | 2003 UG103 | 20 out 2003 | Kitt Peak     | Spacewatch      | —         | MPC                           |
| 115612     | 2003 UK103 | 20 out 2003 | Kitt Peak     | Spacewatch      | —         | MPC                           |
| 115613     | 2003 UW107 | 19 out 2003 | Kitt Peak     | Spacewatch      | —         | MPC                           |
| 115614     | 2003 UZ111 | 20 out 2003 | Socorro       | LINEAR          | —         | MPC                           |
| 115615     | 2003 UC112 | 20 out 2003 | Socorro       | LINEAR          | —         | MPC                           |
| 115616     | 2003 UH112 | 20 out 2003 | Socorro       | LINEAR          | —         | MPC                           |
| 115617     | 2003 UD113 | 20 out 2003 | Socorro       | LINEAR          | —         | MPC                           |
| 115618     | 2003 UH114 | 20 out 2003 | Socorro       | LINEAR          | —         | MPC                           |
| 115619     | 2003 UD115 | 20 out 2003 | Kitt Peak     | Spacewatch      | —         | MPC                           |
| 115620     | 2003 US115 | 20 out 2003 | Palomar       | NEAT            | Ursula    | MPC                           |
| 115621     | 2003 UX116 | 21 out 2003 | Socorro       | LINEAR          | —         | MPC                           |
| 115622     | 2003 UC117 | 21 out 2003 | Socorro       | LINEAR          | Ursula    | MPC                           |
| 115623     | 2003 UE118 | 17 out 2003 | Anderson Mesa | LONEOS          | —         | MPC                           |
| 115624     | 2003 US119 | 18 out 2003 | Palomar       | NEAT            | —         | MPC                           |
| 115625     | 2003 UQ121 | 19 out 2003 | Socorro       | LINEAR          | —         | MPC                           |
| 115626     | 2003 UU121 | 19 out 2003 | Socorro       | LINEAR          | —         | MPC                           |
| 115627     | 2003 UW121 | 19 out 2003 | Socorro       | LINEAR          | —         | MPC                           |
| 115628     | 2003 UX121 | 19 out 2003 | Socorro       | LINEAR          | —         | MPC                           |
| 115629     | 2003 UH122 | 19 out 2003 | Socorro       | LINEAR          | —         | MPC                           |
| 115630     | 2003 US122 | 19 out 2003 | Socorro       | LINEAR          | —         | MPC                           |
| 115631     | 2003 UP123 | 19 out 2003 | Kitt Peak     | Spacewatch      | —         | MPC                           |
| 115632     | 2003 UV124 | 20 out 2003 | Socorro       | LINEAR          | —         | MPC                           |
| 115633     | 2003 UH125 | 20 out 2003 | Socorro       | LINEAR          | —         | MPC                           |
| 115634     | 2003 UD126 | 20 out 2003 | Socorro       | LINEAR          | —         | MPC                           |
| 115635     | 2003 UF126 | 20 out 2003 | Socorro       | LINEAR          | —         | MPC                           |
| 115636     | 2003 UG126 | 20 out 2003 | Socorro       | LINEAR          | Phocaea   | MPC                           |
| 115637     | 2003 UH126 | 20 out 2003 | Socorro       | LINEAR          | —         | MPC                           |
| 115638     | 2003 UO126 | 20 out 2003 | Palomar       | NEAT            | —         | MPC                           |
| 115639     | 2003 UX129 | 18 out 2003 | Palomar       | NEAT            | —         | MPC                           |
| 115640     | 2003 UF130 | 18 out 2003 | Palomar       | NEAT            | —         | MPC                           |
| 115641     | 2003 UW130 | 19 out 2003 | Anderson Mesa | LONEOS          | —         | MPC                           |
| 115642     | 2003 UE131 | 19 out 2003 | Anderson Mesa | LONEOS          | —         | MPC                           |
| 115643     | 2003 UJ131 | 19 out 2003 | Palomar       | NEAT            | —         | MPC                           |
| 115644     | 2003 UO132 | 19 out 2003 | Palomar       | NEAT            | —         | MPC                           |
| 115645     | 2003 UP132 | 19 out 2003 | Palomar       | NEAT            | —         | MPC                           |
| 115646     | 2003 UC133 | 19 out 2003 | Palomar       | NEAT            | —         | MPC                           |
| 115647     | 2003 UF133 | 20 out 2003 | Palomar       | NEAT            | —         | MPC                           |
| 115648     | 2003 UY133 | 20 out 2003 | Palomar       | NEAT            | —         | MPC                           |
| 115649     | 2003 UK135 | 21 out 2003 | Palomar       | NEAT            | Flora     | MPC                           |
| 115650     | 2003 UU135 | 21 out 2003 | Palomar       | NEAT            | —         | MPC                           |
| 115651     | 2003 UV136 | 21 out 2003 | Socorro       | LINEAR          | —         | MPC                           |
| 115652     | 2003 UA137 | 21 out 2003 | Palomar       | NEAT            | —         | MPC                           |
| 115653     | 2003 UK137 | 21 out 2003 | Socorro       | LINEAR          | Mitidika  | MPC                           |
| 115654     | 2003 UQ137 | 21 out 2003 | Socorro       | LINEAR          | —         | MPC                           |
| 115655     | 2003 US137 | 21 out 2003 | Socorro       | LINEAR          | —         | MPC                           |
| 115656     | 2003 UT137 | 21 out 2003 | Socorro       | LINEAR          | —         | MPC                           |
| 115657     | 2003 UW137 | 21 out 2003 | Socorro       | LINEAR          | —         | MPC                           |
| 115658     | 2003 UT138 | 16 out 2003 | Palomar       | NEAT            | —         | MPC                           |
| 115659     | 2003 UP139 | 16 out 2003 | Anderson Mesa | LONEOS          | —         | MPC                           |
| 115660     | 2003 UQ139 | 16 out 2003 | Anderson Mesa | LONEOS          | —         | MPC                           |
| 115661     | 2003 UZ139 | 16 out 2003 | Anderson Mesa | LONEOS          | —         | MPC                           |
| 115662     | 2003 UB141 | 17 out 2003 | Socorro       | LINEAR          | —         | MPC                           |
| 115663     | 2003 UK142 | 18 out 2003 | Anderson Mesa | LONEOS          | —         | MPC                           |
| 115664     | 2003 UL142 | 18 out 2003 | Anderson Mesa | LONEOS          | —         | MPC                           |
| 115665     | 2003 UN142 | 18 out 2003 | Anderson Mesa | LONEOS          | —         | MPC                           |
| 115666     | 2003 UK143 | 18 out 2003 | Anderson Mesa | LONEOS          | —         | MPC                           |
| 115667     | 2003 UO143 | 18 out 2003 | Anderson Mesa | LONEOS          | —         | MPC                           |
| 115668     | 2003 UQ143 | 18 out 2003 | Anderson Mesa | LONEOS          | —         | MPC                           |
| 115669     | 2003 UW143 | 18 out 2003 | Anderson Mesa | LONEOS          | —         | MPC                           |
| 115670     | 2003 UK144 | 18 out 2003 | Anderson Mesa | LONEOS          | —         | MPC                           |
| 115671     | 2003 UT144 | 18 out 2003 | Anderson Mesa | LONEOS          | Brangane  | MPC                           |
| 115672     | 2003 UW144 | 18 out 2003 | Anderson Mesa | LONEOS          | —         | MPC                           |
| 115673     | 2003 UW145 | 18 out 2003 | Anderson Mesa | LONEOS          | —         | MPC                           |
| 115674     | 2003 UY145 | 18 out 2003 | Anderson Mesa | LONEOS          | Phocaea   | MPC                           |
| 115675     | 2003 UE146 | 18 out 2003 | Anderson Mesa | LONEOS          | —         | MPC                           |
| 115676     | 2003 UF146 | 18 out 2003 | Anderson Mesa | LONEOS          | Ursula    | MPC                           |
| 115677     | 2003 UA147 | 18 out 2003 | Anderson Mesa | LONEOS          | Phocaea   | MPC                           |
| 115678     | 2003 UV148 | 19 out 2003 | Kitt Peak     | Spacewatch      | —         | MPC                           |
| 115679     | 2003 UX148 | 19 out 2003 | Anderson Mesa | LONEOS          | —         | MPC                           |
| 115680     | 2003 UB149 | 19 out 2003 | Palomar       | NEAT            | —         | MPC                           |
| 115681     | 2003 UR149 | 20 out 2003 | Socorro       | LINEAR          | —         | MPC                           |
| 115682     | 2003 UN150 | 20 out 2003 | Kitt Peak     | Spacewatch      | —         | MPC                           |
| 115683     | 2003 UP150 | 20 out 2003 | Kitt Peak     | Spacewatch      | —         | MPC                           |
| 115684     | 2003 UQ150 | 20 out 2003 | Kitt Peak     | Spacewatch      | —         | MPC                           |
| 115685     | 2003 UX150 | 21 out 2003 | Anderson Mesa | LONEOS          | —         | MPC                           |
| 115686     | 2003 UU151 | 21 out 2003 | Kitt Peak     | Spacewatch      | —         | MPC                           |
| 115687     | 2003 UM152 | 21 out 2003 | Palomar       | NEAT            | —         | MPC                           |
| 115688     | 2003 UA153 | 21 out 2003 | Palomar       | NEAT            | —         | MPC                           |
| 115689     | 2003 UG153 | 21 out 2003 | Palomar       | NEAT            | —         | MPC                           |
| 115690     | 2003 UG154 | 20 out 2003 | Palomar       | NEAT            | —         | MPC                           |
| 115691     | 2003 UH155 | 20 out 2003 | Socorro       | LINEAR          | —         | MPC                           |
| 115692     | 2003 UV156 | 20 out 2003 | Socorro       | LINEAR          | —         | MPC                           |
| 115693     | 2003 UF157 | 20 out 2003 | Socorro       | LINEAR          | —         | MPC                           |
| 115694     | 2003 UT157 | 20 out 2003 | Kitt Peak     | Spacewatch      | —         | MPC                           |
| 115695     | 2003 UM160 | 21 out 2003 | Kitt Peak     | Spacewatch      | —         | MPC                           |
| 115696     | 2003 UJ162 | 21 out 2003 | Socorro       | LINEAR          | —         | MPC                           |
| 115697     | 2003 UK162 | 21 out 2003 | Socorro       | LINEAR          | —         | MPC                           |
| 115698     | 2003 UE163 | 21 out 2003 | Socorro       | LINEAR          | —         | MPC                           |
| 115699     | 2003 UG163 | 21 out 2003 | Socorro       | LINEAR          | —         | MPC                           |
| 115700     | 2003 UO163 | 21 out 2003 | Socorro       | LINEAR          | —         | MPC                           |

## 115701–115800
| Designação | Designação | Descoberta  | Descoberta    | Descobridor(es) | Categoria | Mais informações / Referência |
| Permanente | Provisória | Data        | Local         | Descobridor(es) | Categoria | Mais informações / Referência |
| ---------- | ---------- | ----------- | ------------- | --------------- | --------- | ----------------------------- |
| 115701     | 2003 UW163 | 21 out 2003 | Socorro       | LINEAR          | Ursula    | MPC                           |
| 115702     | 2003 UH164 | 21 out 2003 | Socorro       | LINEAR          | —         | MPC                           |
| 115703     | 2003 UW164 | 21 out 2003 | Palomar       | NEAT            | —         | MPC                           |
| 115704     | 2003 US166 | 21 out 2003 | Kitt Peak     | Spacewatch      | —         | MPC                           |
| 115705     | 2003 UU166 | 21 out 2003 | Kvistaberg    | UDAS            | —         | MPC                           |
| 115706     | 2003 UG168 | 22 out 2003 | Socorro       | LINEAR          | —         | MPC                           |
| 115707     | 2003 UW168 | 22 out 2003 | Socorro       | LINEAR          | —         | MPC                           |
| 115708     | 2003 UA169 | 22 out 2003 | Socorro       | LINEAR          | —         | MPC                           |
| 115709     | 2003 UR169 | 22 out 2003 | Haleakalā     | NEAT            | —         | MPC                           |
| 115710     | 2003 UY169 | 22 out 2003 | Kitt Peak     | Spacewatch      | —         | MPC                           |
| 115711     | 2003 UR170 | 22 out 2003 | Kitt Peak     | Spacewatch      | —         | MPC                           |
| 115712     | 2003 US172 | 20 out 2003 | Socorro       | LINEAR          | —         | MPC                           |
| 115713     | 2003 UF173 | 20 out 2003 | Palomar       | NEAT            | —         | MPC                           |
| 115714     | 2003 UN173 | 20 out 2003 | Kitt Peak     | Spacewatch      | —         | MPC                           |
| 115715     | 2003 UT173 | 20 out 2003 | Palomar       | NEAT            | —         | MPC                           |
| 115716     | 2003 UV173 | 20 out 2003 | Palomar       | NEAT            | —         | MPC                           |
| 115717     | 2003 UQ174 | 21 out 2003 | Kitt Peak     | Spacewatch      | Mitidika  | MPC                           |
| 115718     | 2003 UQ175 | 21 out 2003 | Anderson Mesa | LONEOS          | —         | MPC                           |
| 115719     | 2003 UX175 | 21 out 2003 | Palomar       | NEAT            | —         | MPC                           |
| 115720     | 2003 UP176 | 21 out 2003 | Anderson Mesa | LONEOS          | —         | MPC                           |
| 115721     | 2003 UT176 | 21 out 2003 | Anderson Mesa | LONEOS          | —         | MPC                           |
| 115722     | 2003 UG177 | 21 out 2003 | Palomar       | NEAT            | —         | MPC                           |
| 115723     | 2003 UV179 | 21 out 2003 | Socorro       | LINEAR          | —         | MPC                           |
| 115724     | 2003 UW179 | 21 out 2003 | Socorro       | LINEAR          | Ursula    | MPC                           |
| 115725     | 2003 US180 | 21 out 2003 | Socorro       | LINEAR          | Brangane  | MPC                           |
| 115726     | 2003 UY180 | 21 out 2003 | Socorro       | LINEAR          | —         | MPC                           |
| 115727     | 2003 UD183 | 21 out 2003 | Palomar       | NEAT            | —         | MPC                           |
| 115728     | 2003 UQ183 | 21 out 2003 | Palomar       | NEAT            | —         | MPC                           |
| 115729     | 2003 UY183 | 21 out 2003 | Palomar       | NEAT            | Themis    | MPC                           |
| 115730     | 2003 UP184 | 21 out 2003 | Palomar       | NEAT            | Brangane  | MPC                           |
| 115731     | 2003 UC185 | 21 out 2003 | Palomar       | NEAT            | Chloris   | MPC                           |
| 115732     | 2003 UL185 | 21 out 2003 | Kitt Peak     | Spacewatch      | —         | MPC                           |
| 115733     | 2003 UO185 | 21 out 2003 | Kitt Peak     | Spacewatch      | —         | MPC                           |
| 115734     | 2003 UJ186 | 22 out 2003 | Socorro       | LINEAR          | —         | MPC                           |
| 115735     | 2003 UN186 | 22 out 2003 | Socorro       | LINEAR          | —         | MPC                           |
| 115736     | 2003 UB187 | 22 out 2003 | Palomar       | NEAT            | —         | MPC                           |
| 115737     | 2003 UU187 | 22 out 2003 | Socorro       | LINEAR          | —         | MPC                           |
| 115738     | 2003 UZ187 | 22 out 2003 | Socorro       | LINEAR          | —         | MPC                           |
| 115739     | 2003 UK188 | 22 out 2003 | Socorro       | LINEAR          | —         | MPC                           |
| 115740     | 2003 UU188 | 22 out 2003 | Kitt Peak     | Spacewatch      | —         | MPC                           |
| 115741     | 2003 UA189 | 22 out 2003 | Kitt Peak     | Spacewatch      | —         | MPC                           |
| 115742     | 2003 UV189 | 22 out 2003 | Haleakalā     | NEAT            | —         | MPC                           |
| 115743     | 2003 UW189 | 22 out 2003 | Haleakala     | NEAT            | —         | MPC                           |
| 115744     | 2003 US193 | 20 out 2003 | Palomar       | NEAT            | —         | MPC                           |
| 115745     | 2003 UU193 | 20 out 2003 | Kitt Peak     | Spacewatch      | —         | MPC                           |
| 115746     | 2003 UW193 | 20 out 2003 | Kitt Peak     | Spacewatch      | —         | MPC                           |
| 115747     | 2003 UB195 | 20 out 2003 | Kitt Peak     | Spacewatch      | —         | MPC                           |
| 115748     | 2003 UO195 | 20 out 2003 | Kitt Peak     | Spacewatch      | —         | MPC                           |
| 115749     | 2003 UC197 | 21 out 2003 | Kitt Peak     | Spacewatch      | —         | MPC                           |
| 115750     | 2003 UU197 | 21 out 2003 | Anderson Mesa | LONEOS          | —         | MPC                           |
| 115751     | 2003 UR202 | 21 out 2003 | Socorro       | LINEAR          | —         | MPC                           |
| 115752     | 2003 US202 | 21 out 2003 | Socorro       | LINEAR          | —         | MPC                           |
| 115753     | 2003 UT202 | 21 out 2003 | Socorro       | LINEAR          | —         | MPC                           |
| 115754     | 2003 UN204 | 21 out 2003 | Kitt Peak     | Spacewatch      | —         | MPC                           |
| 115755     | 2003 UQ204 | 21 out 2003 | Socorro       | LINEAR          | —         | MPC                           |
| 115756     | 2003 UM205 | 22 out 2003 | Socorro       | LINEAR          | —         | MPC                           |
| 115757     | 2003 US205 | 22 out 2003 | Socorro       | LINEAR          | —         | MPC                           |
| 115758     | 2003 UH206 | 22 out 2003 | Socorro       | LINEAR          | —         | MPC                           |
| 115759     | 2003 UJ206 | 22 out 2003 | Socorro       | LINEAR          | —         | MPC                           |
| 115760     | 2003 UK206 | 22 out 2003 | Socorro       | LINEAR          | —         | MPC                           |
| 115761     | 2003 UN206 | 22 out 2003 | Socorro       | LINEAR          | —         | MPC                           |
| 115762     | 2003 UQ206 | 22 out 2003 | Socorro       | LINEAR          | —         | MPC                           |
| 115763     | 2003 UU206 | 22 out 2003 | Socorro       | LINEAR          | —         | MPC                           |
| 115764     | 2003 UW206 | 22 out 2003 | Socorro       | LINEAR          | —         | MPC                           |
| 115765     | 2003 UZ206 | 22 out 2003 | Socorro       | LINEAR          | —         | MPC                           |
| 115766     | 2003 UG207 | 22 out 2003 | Socorro       | LINEAR          | —         | MPC                           |
| 115767     | 2003 UL207 | 22 out 2003 | Socorro       | LINEAR          | —         | MPC                           |
| 115768     | 2003 UQ207 | 22 out 2003 | Socorro       | LINEAR          | —         | MPC                           |
| 115769     | 2003 UY207 | 22 out 2003 | Kitt Peak     | Spacewatch      | —         | MPC                           |
| 115770     | 2003 US208 | 22 out 2003 | Kitt Peak     | Spacewatch      | —         | MPC                           |
| 115771     | 2003 UW208 | 22 out 2003 | Socorro       | LINEAR          | —         | MPC                           |
| 115772     | 2003 UY208 | 23 out 2003 | Kitt Peak     | Spacewatch      | —         | MPC                           |
| 115773     | 2003 UH209 | 23 out 2003 | Anderson Mesa | LONEOS          | —         | MPC                           |
| 115774     | 2003 UG210 | 23 out 2003 | Anderson Mesa | LONEOS          | —         | MPC                           |
| 115775     | 2003 UQ210 | 23 out 2003 | Nogales       | Tenagra II Obs. | —         | MPC                           |
| 115776     | 2003 UF212 | 23 out 2003 | Kitt Peak     | Spacewatch      | —         | MPC                           |
| 115777     | 2003 UJ213 | 23 out 2003 | Haleakalā     | NEAT            | Mitidika  | MPC                           |
| 115778     | 2003 UP215 | 21 out 2003 | Kitt Peak     | Spacewatch      | —         | MPC                           |
| 115779     | 2003 UO216 | 21 out 2003 | Socorro       | LINEAR          | —         | MPC                           |
| 115780     | 2003 US216 | 21 out 2003 | Socorro       | LINEAR          | —         | MPC                           |
| 115781     | 2003 UH217 | 21 out 2003 | Socorro       | LINEAR          | —         | MPC                           |
| 115782     | 2003 UL217 | 21 out 2003 | Socorro       | LINEAR          | —         | MPC                           |
| 115783     | 2003 UQ217 | 21 out 2003 | Socorro       | LINEAR          | —         | MPC                           |
| 115784     | 2003 UJ218 | 21 out 2003 | Socorro       | LINEAR          | —         | MPC                           |
| 115785     | 2003 UM218 | 21 out 2003 | Socorro       | LINEAR          | —         | MPC                           |
| 115786     | 2003 UQ218 | 21 out 2003 | Socorro       | LINEAR          | —         | MPC                           |
| 115787     | 2003 UV218 | 21 out 2003 | Kitt Peak     | Spacewatch      | —         | MPC                           |
| 115788     | 2003 UR220 | 21 out 2003 | Socorro       | LINEAR          | —         | MPC                           |
| 115789     | 2003 UN222 | 22 out 2003 | Socorro       | LINEAR          | —         | MPC                           |
| 115790     | 2003 US222 | 22 out 2003 | Socorro       | LINEAR          | —         | MPC                           |
| 115791     | 2003 UG223 | 22 out 2003 | Socorro       | LINEAR          | —         | MPC                           |
| 115792     | 2003 UT223 | 22 out 2003 | Socorro       | LINEAR          | —         | MPC                           |
| 115793     | 2003 UC226 | 22 out 2003 | Socorro       | LINEAR          | Phocaea   | MPC                           |
| 115794     | 2003 UL227 | 23 out 2003 | Kitt Peak     | Spacewatch      | —         | MPC                           |
| 115795     | 2003 UM227 | 23 out 2003 | Kitt Peak     | Spacewatch      | —         | MPC                           |
| 115796     | 2003 UZ227 | 23 out 2003 | Kitt Peak     | Spacewatch      | —         | MPC                           |
| 115797     | 2003 UA228 | 23 out 2003 | Kitt Peak     | Spacewatch      | —         | MPC                           |
| 115798     | 2003 UA230 | 23 out 2003 | Kitt Peak     | Spacewatch      | —         | MPC                           |
| 115799     | 2003 UX233 | 24 out 2003 | Socorro       | LINEAR          | —         | MPC                           |
| 115800     | 2003 UQ235 | 24 out 2003 | Kitt Peak     | Spacewatch      | Ursula    | MPC                           |

## 115801–115900
| Designação          | Designação | Descoberta  | Descoberta        | Descobridor(es)         | Categoria | Mais informações / Referência |
| Permanente          | Provisória | Data        | Local             | Descobridor(es)         | Categoria | Mais informações / Referência |
| ------------------- | ---------- | ----------- | ----------------- | ----------------------- | --------- | ----------------------------- |
| 115801 Punahou      | 2003 UW236 | 23 out 2003 | Junk Bond         | D. Healy                | Mitidika  | MPC                           |
| 115802              | 2003 UX237 | 23 out 2003 | Kitt Peak         | Spacewatch              | —         | MPC                           |
| 115803              | 2003 UY237 | 23 out 2003 | Haleakalā         | NEAT                    | —         | MPC                           |
| 115804              | 2003 UE238 | 23 out 2003 | Haleakala         | NEAT                    | —         | MPC                           |
| 115805              | 2003 UG238 | 23 out 2003 | Haleakala         | NEAT                    | —         | MPC                           |
| 115806              | 2003 UH238 | 23 out 2003 | Haleakala         | NEAT                    | —         | MPC                           |
| 115807              | 2003 UJ238 | 23 out 2003 | Haleakala         | NEAT                    | —         | MPC                           |
| 115808              | 2003 UL238 | 23 out 2003 | Haleakala         | NEAT                    | —         | MPC                           |
| 115809              | 2003 UR239 | 24 out 2003 | Socorro           | LINEAR                  | —         | MPC                           |
| 115810              | 2003 UU239 | 24 out 2003 | Socorro           | LINEAR                  | —         | MPC                           |
| 115811              | 2003 UH240 | 24 out 2003 | Socorro           | LINEAR                  | —         | MPC                           |
| 115812              | 2003 UD243 | 24 out 2003 | Socorro           | LINEAR                  | —         | MPC                           |
| 115813              | 2003 US243 | 24 out 2003 | Socorro           | LINEAR                  | —         | MPC                           |
| 115814              | 2003 UZ243 | 24 out 2003 | Socorro           | LINEAR                  | —         | MPC                           |
| 115815              | 2003 UF244 | 24 out 2003 | Socorro           | LINEAR                  | —         | MPC                           |
| 115816              | 2003 UT245 | 24 out 2003 | Socorro           | LINEAR                  | —         | MPC                           |
| 115817              | 2003 UV245 | 24 out 2003 | Socorro           | LINEAR                  | —         | MPC                           |
| 115818              | 2003 UH246 | 24 out 2003 | Socorro           | LINEAR                  | —         | MPC                           |
| 115819              | 2003 UK246 | 24 out 2003 | Socorro           | LINEAR                  | —         | MPC                           |
| 115820              | 2003 UK250 | 25 out 2003 | Socorro           | LINEAR                  | —         | MPC                           |
| 115821              | 2003 UP251 | 25 out 2003 | Haleakalā         | NEAT                    | —         | MPC                           |
| 115822              | 2003 UA252 | 26 out 2003 | Catalina          | CSS                     | —         | MPC                           |
| 115823              | 2003 UF252 | 26 out 2003 | Catalina          | CSS                     | —         | MPC                           |
| 115824              | 2003 UH252 | 26 out 2003 | Socorro           | LINEAR                  | —         | MPC                           |
| 115825              | 2003 US252 | 26 out 2003 | Kitt Peak         | Spacewatch              | —         | MPC                           |
| 115826              | 2003 UT252 | 26 out 2003 | Kitt Peak         | Spacewatch              | —         | MPC                           |
| 115827              | 2003 UW252 | 26 out 2003 | Kitt Peak         | Spacewatch              | —         | MPC                           |
| 115828              | 2003 UR253 | 22 out 2003 | Palomar           | NEAT                    | —         | MPC                           |
| 115829              | 2003 UU253 | 22 out 2003 | Anderson Mesa     | LONEOS                  | —         | MPC                           |
| 115830              | 2003 UO255 | 25 out 2003 | Socorro           | LINEAR                  | —         | MPC                           |
| 115831              | 2003 UX258 | 25 out 2003 | Socorro           | LINEAR                  | Ursula    | MPC                           |
| 115832              | 2003 UA259 | 25 out 2003 | Socorro           | LINEAR                  | —         | MPC                           |
| 115833              | 2003 UB259 | 25 out 2003 | Socorro           | LINEAR                  | Brangane  | MPC                           |
| 115834              | 2003 UP259 | 25 out 2003 | Socorro           | LINEAR                  | Ursula    | MPC                           |
| 115835              | 2003 UD260 | 25 out 2003 | Socorro           | LINEAR                  | —         | MPC                           |
| 115836              | 2003 UJ260 | 25 out 2003 | Socorro           | LINEAR                  | —         | MPC                           |
| 115837              | 2003 US260 | 25 out 2003 | Haleakalā         | NEAT                    | —         | MPC                           |
| 115838              | 2003 UX260 | 26 out 2003 | Anderson Mesa     | LONEOS                  | —         | MPC                           |
| 115839              | 2003 UD262 | 26 out 2003 | Kitt Peak         | Spacewatch              | —         | MPC                           |
| 115840              | 2003 UJ262 | 26 out 2003 | Haleakalā         | NEAT                    | —         | MPC                           |
| 115841              | 2003 UL262 | 26 out 2003 | Haleakala         | NEAT                    | —         | MPC                           |
| 115842              | 2003 UP262 | 26 out 2003 | Haleakala         | NEAT                    | —         | MPC                           |
| 115843              | 2003 UN264 | 27 out 2003 | Socorro           | LINEAR                  | —         | MPC                           |
| 115844              | 2003 UU264 | 27 out 2003 | Socorro           | LINEAR                  | —         | MPC                           |
| 115845              | 2003 UY264 | 27 out 2003 | Socorro           | LINEAR                  | —         | MPC                           |
| 115846              | 2003 UA265 | 27 out 2003 | Socorro           | LINEAR                  | —         | MPC                           |
| 115847              | 2003 UF265 | 27 out 2003 | Socorro           | LINEAR                  | —         | MPC                           |
| 115848              | 2003 UL266 | 28 out 2003 | Socorro           | LINEAR                  | Mitidika  | MPC                           |
| 115849              | 2003 UD267 | 28 out 2003 | Socorro           | LINEAR                  | Ursula    | MPC                           |
| 115850              | 2003 UN268 | 28 out 2003 | Socorro           | LINEAR                  | —         | MPC                           |
| 115851              | 2003 UT269 | 29 out 2003 | Socorro           | LINEAR                  | —         | MPC                           |
| 115852              | 2003 UX269 | 24 out 2003 | Bergisch Gladbach | W. Bickel               | —         | MPC                           |
| 115853              | 2003 UK271 | 17 out 2003 | Palomar           | NEAT                    | —         | MPC                           |
| 115854              | 2003 UT272 | 29 out 2003 | Socorro           | LINEAR                  | —         | MPC                           |
| 115855              | 2003 UX272 | 29 out 2003 | Socorro           | LINEAR                  | —         | MPC                           |
| 115856              | 2003 UY272 | 29 out 2003 | Socorro           | LINEAR                  | —         | MPC                           |
| 115857              | 2003 UA273 | 29 out 2003 | Socorro           | LINEAR                  | —         | MPC                           |
| 115858              | 2003 UE273 | 29 out 2003 | Socorro           | LINEAR                  | —         | MPC                           |
| 115859              | 2003 UG273 | 29 out 2003 | Socorro           | LINEAR                  | —         | MPC                           |
| 115860              | 2003 UT273 | 29 out 2003 | Kitt Peak         | Spacewatch              | —         | MPC                           |
| 115861              | 2003 UE274 | 29 out 2003 | Haleakalā         | NEAT                    | —         | MPC                           |
| 115862              | 2003 UK274 | 30 out 2003 | Socorro           | LINEAR                  | —         | MPC                           |
| 115863              | 2003 UL274 | 30 out 2003 | Socorro           | LINEAR                  | —         | MPC                           |
| 115864              | 2003 US274 | 30 out 2003 | Socorro           | LINEAR                  | —         | MPC                           |
| 115865              | 2003 UY274 | 29 out 2003 | Socorro           | LINEAR                  | —         | MPC                           |
| 115866              | 2003 UH275 | 29 out 2003 | Socorro           | LINEAR                  | —         | MPC                           |
| 115867              | 2003 UQ278 | 25 out 2003 | Socorro           | LINEAR                  | —         | MPC                           |
| 115868              | 2003 UT278 | 25 out 2003 | Socorro           | LINEAR                  | —         | MPC                           |
| 115869              | 2003 UW278 | 25 out 2003 | Socorro           | LINEAR                  | —         | MPC                           |
| 115870              | 2003 UZ278 | 26 out 2003 | Socorro           | LINEAR                  | —         | MPC                           |
| 115871              | 2003 UA279 | 26 out 2003 | Kitt Peak         | Spacewatch              | —         | MPC                           |
| 115872              | 2003 UC280 | 27 out 2003 | Socorro           | LINEAR                  | —         | MPC                           |
| 115873              | 2003 UT280 | 28 out 2003 | Socorro           | LINEAR                  | —         | MPC                           |
| 115874              | 2003 UZ280 | 28 out 2003 | Socorro           | LINEAR                  | —         | MPC                           |
| 115875              | 2003 UA281 | 28 out 2003 | Socorro           | LINEAR                  | —         | MPC                           |
| 115876              | 2003 UK282 | 29 out 2003 | Anderson Mesa     | LONEOS                  | —         | MPC                           |
| 115877              | 2003 UO282 | 29 out 2003 | Anderson Mesa     | LONEOS                  | —         | MPC                           |
| 115878              | 2003 UR282 | 29 out 2003 | Anderson Mesa     | LONEOS                  | —         | MPC                           |
| 115879              | 2003 UV282 | 29 out 2003 | Anderson Mesa     | LONEOS                  | —         | MPC                           |
| 115880              | 2003 UP283 | 30 out 2003 | Socorro           | LINEAR                  | Phocaea   | MPC                           |
| 115881              | 2003 UQ284 | 29 out 2003 | Socorro           | LINEAR                  | —         | MPC                           |
| 115882              | 2003 UM293 | 18 out 2003 | Socorro           | LINEAR                  | —         | MPC                           |
| 115883              | 2003 UX299 | 16 out 2003 | Kitt Peak         | Spacewatch              | Mitidika  | MPC                           |
| 115884              | 2003 UD309 | 19 out 2003 | Kitt Peak         | Spacewatch              | —         | MPC                           |
| 115885 Ganz         | 2003 VL1   | 6 nov 2003  | Piszkéstető       | K. Sárneczky, B. Sipőcz | —         | MPC                           |
| 115886              | 2003 VQ1   | 2 nov 2003  | Socorro           | LINEAR                  | Maria     | MPC                           |
| 115887              | 2003 VT1   | 1 nov 2003  | Socorro           | LINEAR                  | —         | MPC                           |
| 115888              | 2003 VU1   | 1 nov 2003  | Socorro           | LINEAR                  | —         | MPC                           |
| 115889              | 2003 VC2   | 3 nov 2003  | Socorro           | LINEAR                  | —         | MPC                           |
| 115890              | 2003 VE2   | 3 nov 2003  | Socorro           | LINEAR                  | —         | MPC                           |
| 115891 Scottmichael | 2003 VW2   | 14 nov 2003 | Wrightwood        | J. W. Young             | —         | MPC                           |
| 115892              | 2003 VR3   | 15 nov 2003 | Kitt Peak         | Spacewatch              | —         | MPC                           |
| 115893              | 2003 VA4   | 14 nov 2003 | Palomar           | NEAT                    | —         | MPC                           |
| 115894              | 2003 VD4   | 14 nov 2003 | Palomar           | NEAT                    | Brangane  | MPC                           |
| 115895              | 2003 VE6   | 14 nov 2003 | Palomar           | NEAT                    | —         | MPC                           |
| 115896              | 2003 VF6   | 14 nov 2003 | Palomar           | NEAT                    | —         | MPC                           |
| 115897              | 2003 VF8   | 14 nov 2003 | Palomar           | NEAT                    | —         | MPC                           |
| 115898              | 2003 VO9   | 15 nov 2003 | Palomar           | NEAT                    | Brangane  | MPC                           |
| 115899              | 2003 VR9   | 15 nov 2003 | Kitt Peak         | Spacewatch              | —         | MPC                           |
| 115900              | 2003 VZ9   | 4 nov 2003  | Socorro           | LINEAR                  | Juno      | MPC                           |

## 115901–116000
| Designação         | Designação | Descoberta  | Descoberta       | Descobridor(es)       | Categoria | Mais informações / Referência |
| Permanente         | Provisória | Data        | Local            | Descobridor(es)       | Categoria | Mais informações / Referência |
| ------------------ | ---------- | ----------- | ---------------- | --------------------- | --------- | ----------------------------- |
| 115901             | 2003 VK10  | 15 nov 2003 | Palomar          | NEAT                  | —         | MPC                           |
| 115902             | 2003 VU11  | 3 nov 2003  | Socorro          | LINEAR                | —         | MPC                           |
| 115903             | 2003 VZ11  | 3 nov 2003  | Socorro          | LINEAR                | —         | MPC                           |
| 115904             | 2003 WC    | 16 nov 2003 | Kitt Peak        | Spacewatch            | —         | MPC                           |
| 115905             | 2003 WT    | 16 nov 2003 | Catalina         | CSS                   | —         | MPC                           |
| 115906             | 2003 WB1   | 16 nov 2003 | Catalina         | CSS                   | —         | MPC                           |
| 115907             | 2003 WP1   | 16 nov 2003 | Catalina         | CSS                   | —         | MPC                           |
| 115908             | 2003 WZ1   | 16 nov 2003 | Catalina         | CSS                   | —         | MPC                           |
| 115909             | 2003 WF3   | 16 nov 2003 | Kitt Peak        | Spacewatch            | Brangane  | MPC                           |
| 115910             | 2003 WV3   | 16 nov 2003 | Catalina         | CSS                   | —         | MPC                           |
| 115911             | 2003 WB4   | 16 nov 2003 | Catalina         | CSS                   | —         | MPC                           |
| 115912             | 2003 WK5   | 18 nov 2003 | Palomar          | NEAT                  | —         | MPC                           |
| 115913             | 2003 WS5   | 18 nov 2003 | Palomar          | NEAT                  | Brangane  | MPC                           |
| 115914             | 2003 WE6   | 18 nov 2003 | Palomar          | NEAT                  | —         | MPC                           |
| 115915             | 2003 WT6   | 18 nov 2003 | Palomar          | NEAT                  | —         | MPC                           |
| 115916             | 2003 WB8   | 18 nov 2003 | Socorro          | LINEAR                | —         | MPC                           |
| 115917             | 2003 WE8   | 16 nov 2003 | Kitt Peak        | Spacewatch            | —         | MPC                           |
| 115918             | 2003 WG9   | 18 nov 2003 | Kitt Peak        | Spacewatch            | —         | MPC                           |
| 115919             | 2003 WS10  | 18 nov 2003 | Kitt Peak        | Spacewatch            | —         | MPC                           |
| 115920             | 2003 WO11  | 18 nov 2003 | Palomar          | NEAT                  | —         | MPC                           |
| 115921             | 2003 WQ11  | 18 nov 2003 | Palomar          | NEAT                  | —         | MPC                           |
| 115922             | 2003 WR11  | 18 nov 2003 | Palomar          | NEAT                  | —         | MPC                           |
| 115923             | 2003 WS11  | 18 nov 2003 | Palomar          | NEAT                  | —         | MPC                           |
| 115924             | 2003 WH12  | 18 nov 2003 | Palomar          | NEAT                  | —         | MPC                           |
| 115925             | 2003 WZ14  | 16 nov 2003 | Kitt Peak        | Spacewatch            | —         | MPC                           |
| 115926             | 2003 WJ17  | 18 nov 2003 | Palomar          | NEAT                  | —         | MPC                           |
| 115927             | 2003 WQ17  | 18 nov 2003 | Palomar          | NEAT                  | —         | MPC                           |
| 115928             | 2003 WB19  | 19 nov 2003 | Socorro          | LINEAR                | —         | MPC                           |
| 115929             | 2003 WU20  | 19 nov 2003 | Socorro          | LINEAR                | —         | MPC                           |
| 115930             | 2003 WH22  | 19 nov 2003 | Palomar          | NEAT                  | —         | MPC                           |
| 115931             | 2003 WJ22  | 19 nov 2003 | Socorro          | LINEAR                | —         | MPC                           |
| 115932             | 2003 WF23  | 18 nov 2003 | Kitt Peak        | Spacewatch            | —         | MPC                           |
| 115933             | 2003 WP23  | 18 nov 2003 | Kitt Peak        | Spacewatch            | —         | MPC                           |
| 115934             | 2003 WJ24  | 19 nov 2003 | Kitt Peak        | Spacewatch            | —         | MPC                           |
| 115935             | 2003 WF25  | 18 nov 2003 | Kitt Peak        | Spacewatch            | —         | MPC                           |
| 115936             | 2003 WF26  | 18 nov 2003 | Goodricke-Pigott | Goodricke-Pigott Obs. | —         | MPC                           |
| 115937             | 2003 WG26  | 18 nov 2003 | Goodricke-Pigott | R. A. Tucker          | —         | MPC                           |
| 115938             | 2003 WV28  | 18 nov 2003 | Kitt Peak        | Spacewatch            | —         | MPC                           |
| 115939             | 2003 WC29  | 18 nov 2003 | Palomar          | NEAT                  | Ursula    | MPC                           |
| 115940             | 2003 WD29  | 18 nov 2003 | Kitt Peak        | Spacewatch            | —         | MPC                           |
| 115941             | 2003 WE29  | 18 nov 2003 | Kitt Peak        | Spacewatch            | Brangane  | MPC                           |
| 115942             | 2003 WR29  | 18 nov 2003 | Kitt Peak        | Spacewatch            | —         | MPC                           |
| 115943             | 2003 WC30  | 18 nov 2003 | Kitt Peak        | Spacewatch            | —         | MPC                           |
| 115944             | 2003 WD30  | 18 nov 2003 | Kitt Peak        | Spacewatch            | —         | MPC                           |
| 115945             | 2003 WE30  | 18 nov 2003 | Kitt Peak        | Spacewatch            | —         | MPC                           |
| 115946             | 2003 WU30  | 18 nov 2003 | Kitt Peak        | Spacewatch            | —         | MPC                           |
| 115947             | 2003 WJ32  | 18 nov 2003 | Kitt Peak        | Spacewatch            | —         | MPC                           |
| 115948             | 2003 WQ32  | 18 nov 2003 | Kitt Peak        | Spacewatch            | —         | MPC                           |
| 115949             | 2003 WL33  | 18 nov 2003 | Kitt Peak        | Spacewatch            | —         | MPC                           |
| 115950 Kocherpeter | 2003 WT33  | 18 nov 2003 | Vicques          | M. Ory                | —         | MPC                           |
| 115951             | 2003 WD34  | 19 nov 2003 | Kitt Peak        | Spacewatch            | —         | MPC                           |
| 115952             | 2003 WG34  | 19 nov 2003 | Kitt Peak        | Spacewatch            | —         | MPC                           |
| 115953             | 2003 WJ35  | 19 nov 2003 | Socorro          | LINEAR                | —         | MPC                           |
| 115954             | 2003 WD40  | 19 nov 2003 | Kitt Peak        | Spacewatch            | —         | MPC                           |
| 115955             | 2003 WJ40  | 19 nov 2003 | Kitt Peak        | Spacewatch            | —         | MPC                           |
| 115956             | 2003 WK40  | 19 nov 2003 | Kitt Peak        | Spacewatch            | —         | MPC                           |
| 115957             | 2003 WS40  | 19 nov 2003 | Kitt Peak        | Spacewatch            | —         | MPC                           |
| 115958             | 2003 WD41  | 19 nov 2003 | Kitt Peak        | Spacewatch            | —         | MPC                           |
| 115959             | 2003 WJ41  | 19 nov 2003 | Kitt Peak        | Spacewatch            | —         | MPC                           |
| 115960             | 2003 WK41  | 19 nov 2003 | Kitt Peak        | Spacewatch            | —         | MPC                           |
| 115961             | 2003 WM41  | 19 nov 2003 | Kitt Peak        | Spacewatch            | —         | MPC                           |
| 115962             | 2003 WN41  | 19 nov 2003 | Kitt Peak        | Spacewatch            | —         | MPC                           |
| 115963             | 2003 WO41  | 19 nov 2003 | Kitt Peak        | Spacewatch            | —         | MPC                           |
| 115964             | 2003 WH42  | 21 nov 2003 | Socorro          | LINEAR                | —         | MPC                           |
| 115965             | 2003 WY43  | 19 nov 2003 | Palomar          | NEAT                  | Brangane  | MPC                           |
| 115966             | 2003 WH44  | 19 nov 2003 | Palomar          | NEAT                  | —         | MPC                           |
| 115967             | 2003 WQ44  | 19 nov 2003 | Palomar          | NEAT                  | Brangane  | MPC                           |
| 115968             | 2003 WT44  | 19 nov 2003 | Palomar          | NEAT                  | —         | MPC                           |
| 115969             | 2003 WA45  | 19 nov 2003 | Palomar          | NEAT                  | —         | MPC                           |
| 115970             | 2003 WQ45  | 19 nov 2003 | Palomar          | NEAT                  | Brangane  | MPC                           |
| 115971             | 2003 WR45  | 19 nov 2003 | Palomar          | NEAT                  | —         | MPC                           |
| 115972             | 2003 WK46  | 18 nov 2003 | Palomar          | NEAT                  | —         | MPC                           |
| 115973             | 2003 WM49  | 19 nov 2003 | Socorro          | LINEAR                | —         | MPC                           |
| 115974             | 2003 WS54  | 20 nov 2003 | Socorro          | LINEAR                | —         | MPC                           |
| 115975             | 2003 WJ55  | 20 nov 2003 | Socorro          | LINEAR                | —         | MPC                           |
| 115976             | 2003 WQ55  | 20 nov 2003 | Socorro          | LINEAR                | —         | MPC                           |
| 115977             | 2003 WC56  | 20 nov 2003 | Socorro          | LINEAR                | —         | MPC                           |
| 115978             | 2003 WQ56  | 21 nov 2003 | Socorro          | LINEAR                | —         | MPC                           |
| 115979             | 2003 WX56  | 18 nov 2003 | Kitt Peak        | Spacewatch            | —         | MPC                           |
| 115980             | 2003 WH58  | 18 nov 2003 | Kitt Peak        | Spacewatch            | —         | MPC                           |
| 115981             | 2003 WT58  | 18 nov 2003 | Kitt Peak        | Spacewatch            | —         | MPC                           |
| 115982             | 2003 WE59  | 18 nov 2003 | Kitt Peak        | Spacewatch            | —         | MPC                           |
| 115983             | 2003 WJ59  | 18 nov 2003 | Kitt Peak        | Spacewatch            | Themis    | MPC                           |
| 115984             | 2003 WZ60  | 19 nov 2003 | Kitt Peak        | Spacewatch            | —         | MPC                           |
| 115985             | 2003 WE61  | 19 nov 2003 | Kitt Peak        | Spacewatch            | —         | MPC                           |
| 115986             | 2003 WT61  | 19 nov 2003 | Kitt Peak        | Spacewatch            | —         | MPC                           |
| 115987             | 2003 WA62  | 19 nov 2003 | Kitt Peak        | Spacewatch            | —         | MPC                           |
| 115988             | 2003 WQ62  | 19 nov 2003 | Kitt Peak        | Spacewatch            | —         | MPC                           |
| 115989             | 2003 WD63  | 19 nov 2003 | Kitt Peak        | Spacewatch            | —         | MPC                           |
| 115990             | 2003 WF64  | 19 nov 2003 | Kitt Peak        | Spacewatch            | —         | MPC                           |
| 115991             | 2003 WH64  | 19 nov 2003 | Kitt Peak        | Spacewatch            | —         | MPC                           |
| 115992             | 2003 WV65  | 19 nov 2003 | Kitt Peak        | Spacewatch            | —         | MPC                           |
| 115993             | 2003 WF67  | 19 nov 2003 | Kitt Peak        | Spacewatch            | —         | MPC                           |
| 115994             | 2003 WP68  | 19 nov 2003 | Kitt Peak        | Spacewatch            | —         | MPC                           |
| 115995             | 2003 WT69  | 19 nov 2003 | Kitt Peak        | Spacewatch            | —         | MPC                           |
| 115996             | 2003 WZ70  | 20 nov 2003 | Palomar          | NEAT                  | —         | MPC                           |
| 115997             | 2003 WP72  | 20 nov 2003 | Socorro          | LINEAR                | Ursula    | MPC                           |
| 115998             | 2003 WS72  | 20 nov 2003 | Socorro          | LINEAR                | —         | MPC                           |
| 115999             | 2003 WD73  | 20 nov 2003 | Socorro          | LINEAR                | —         | MPC                           |
| 116000             | 2003 WK73  | 20 nov 2003 | Socorro          | LINEAR                | —         | MPC                           |